# Saison 2015-2016 de l'Olympique lyonnais
Maillots
Chronologie
Saison précédente Saison suivante
La saison 2015-2016 de l'Olympique lyonnais est la soixante-sixième de l'histoire du club. Le club sort d'une saison réussie avec une seconde place en championnat, qui lui permet de revenir en Ligue des champions.

## Avant-saison
Durant l'inter-saison, les dirigeants de l'OL adoptent une attitude ambitieuse et affirment souhaiter pour l'année prochaine de tutoyer les sommets en championnat et d'atteindre les huitièmes de finale de Ligue des champions. En termes de budget, ils estiment que le club disposera d'un budget de 150 millions d'euros, contre 100 millions lors de la saison 2014-2015. Le budget de l'OL est revu au début de la saison pour être estimé à 180 millions d'euros, avec une masse salariale augmentée de 30 %.

### Transferts

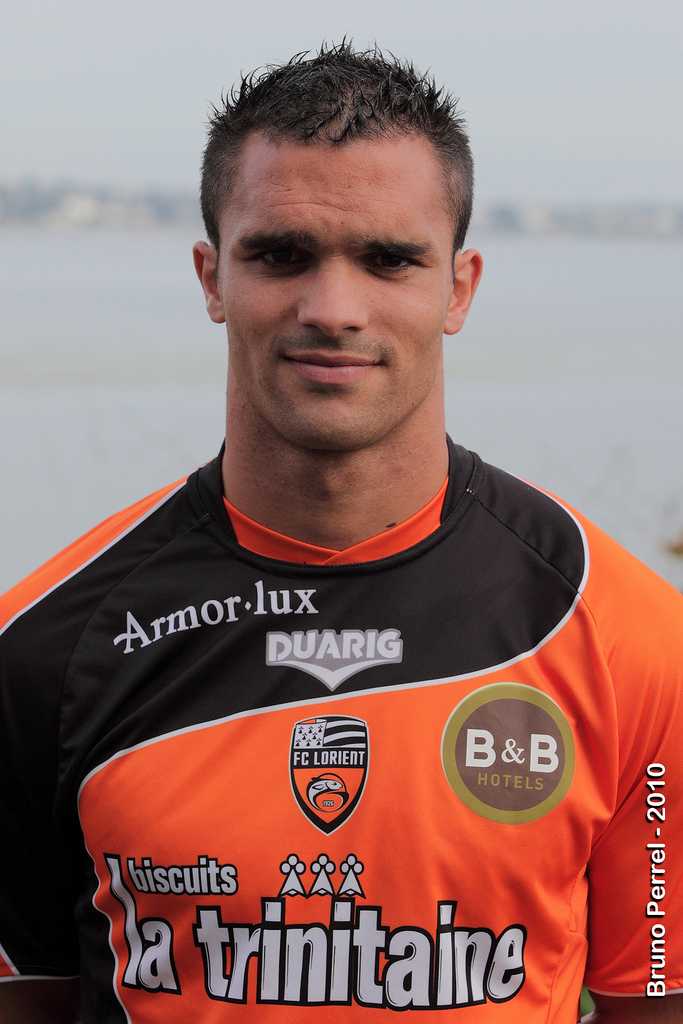
Jérémy Morel
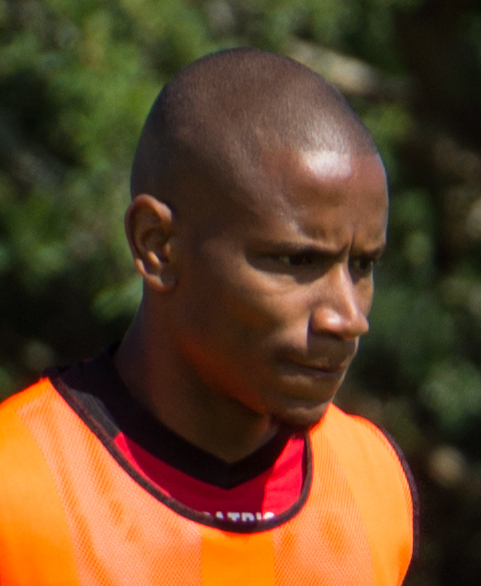
Claudio Beauvue
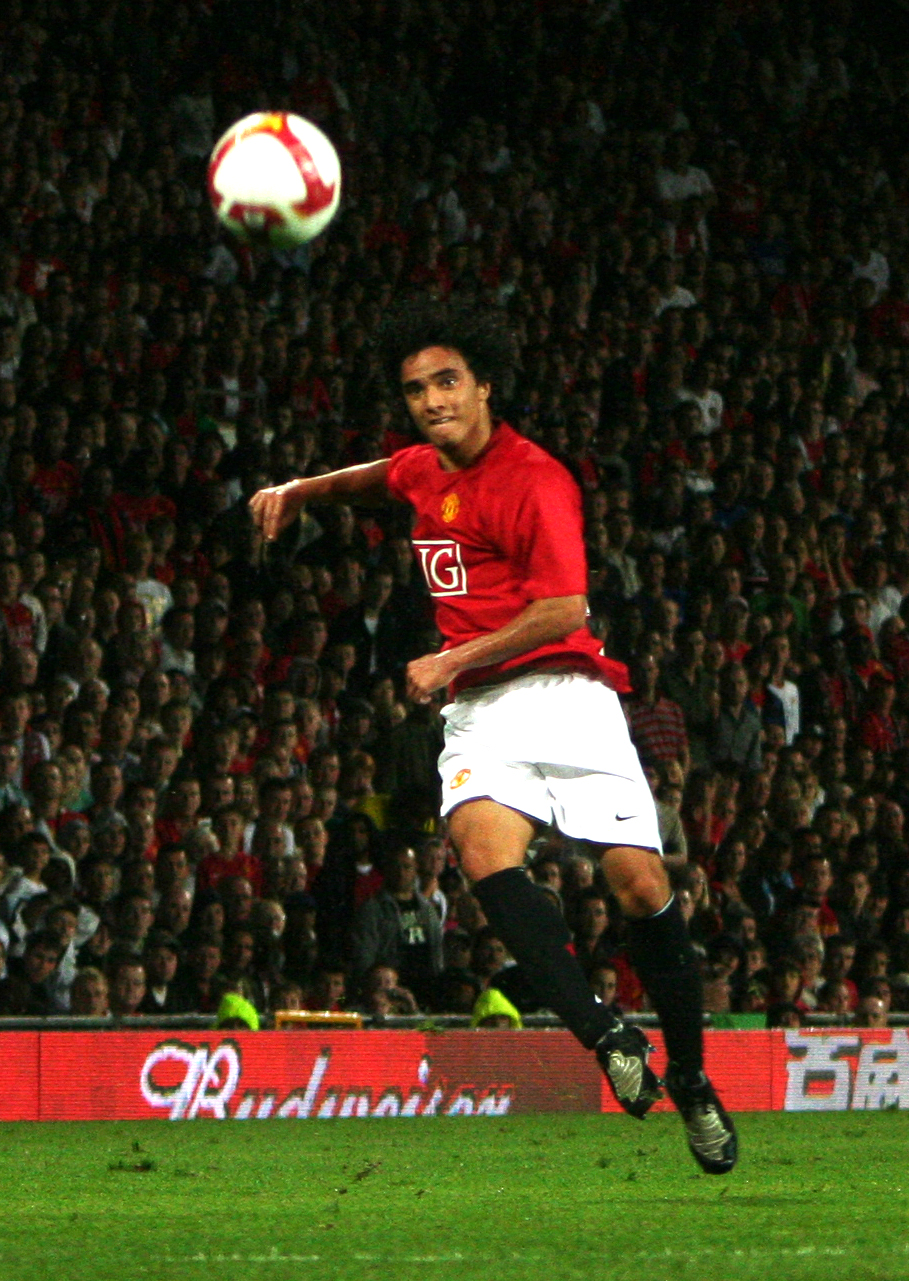
Rafael da Silva
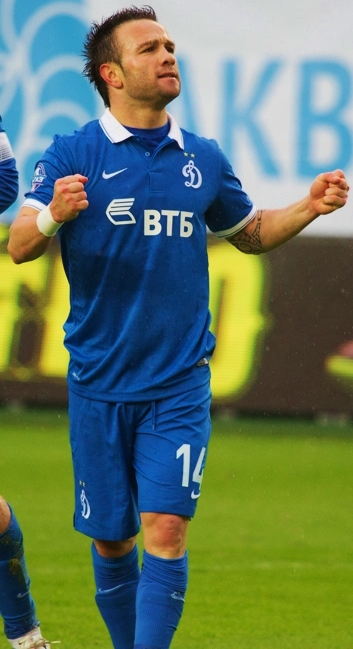
Mathieu Valbuena
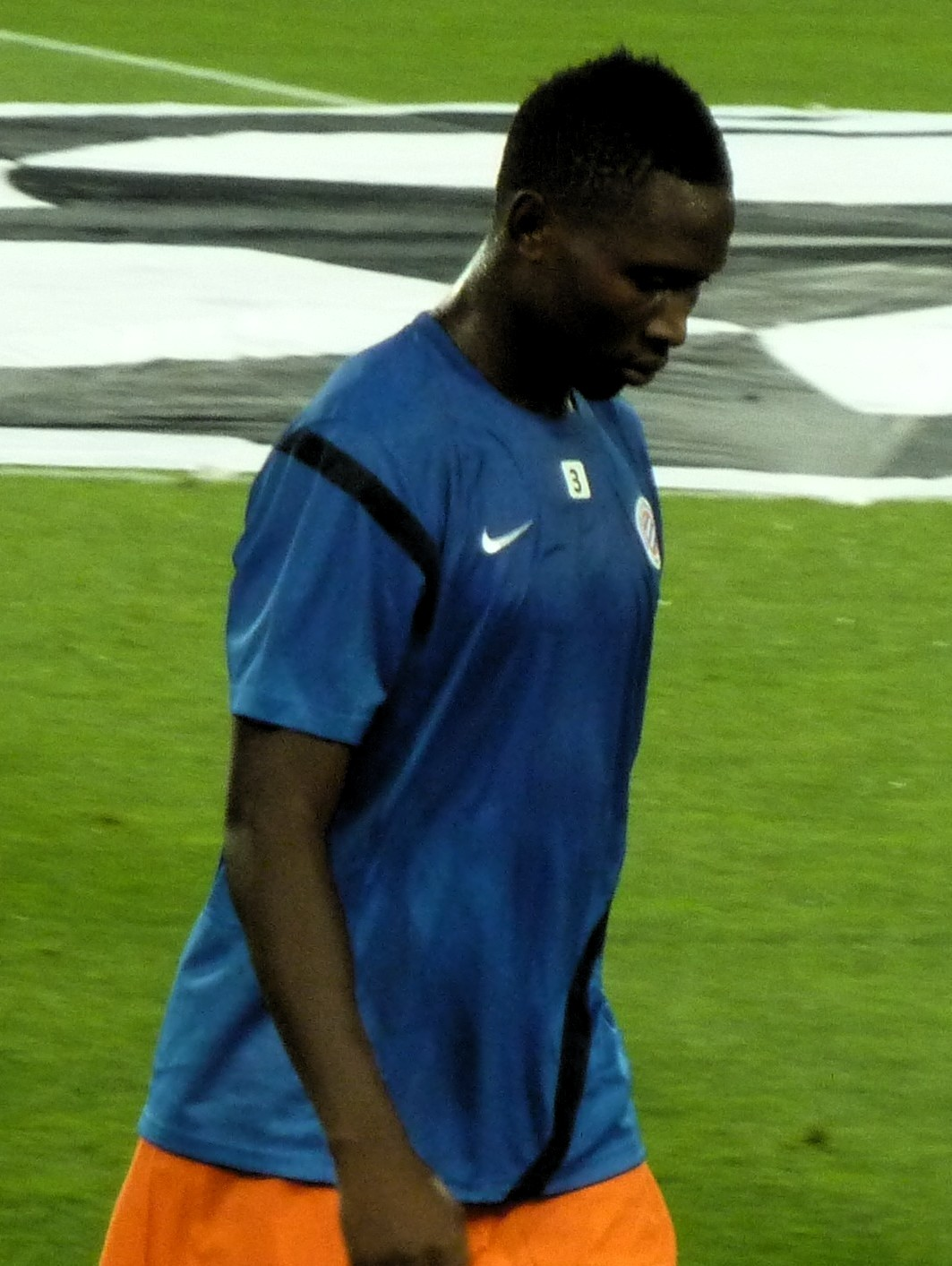
Mapou Yanga-Mbiwa

L'Olympique lyonnais a été durant la période estivale le club le plus actif sur le marché des transferts, en valeurs. Il a dépensé environ 34 millions d'euros contre 61 millions pour Monaco et 115 millions pour le PSG. De même il a vendu pour 21 millions d'euros, contre 178 millions pour Monaco et 54 pour le PSG. Les ventes n'ont concernées que des joueurs formés au club (N'Jie, Bahlouli, Yattara, Zeffane, Benzia), respectant ainsi une stratégie établie depuis plusieurs années.

### Stage et matchs d'avant-saison

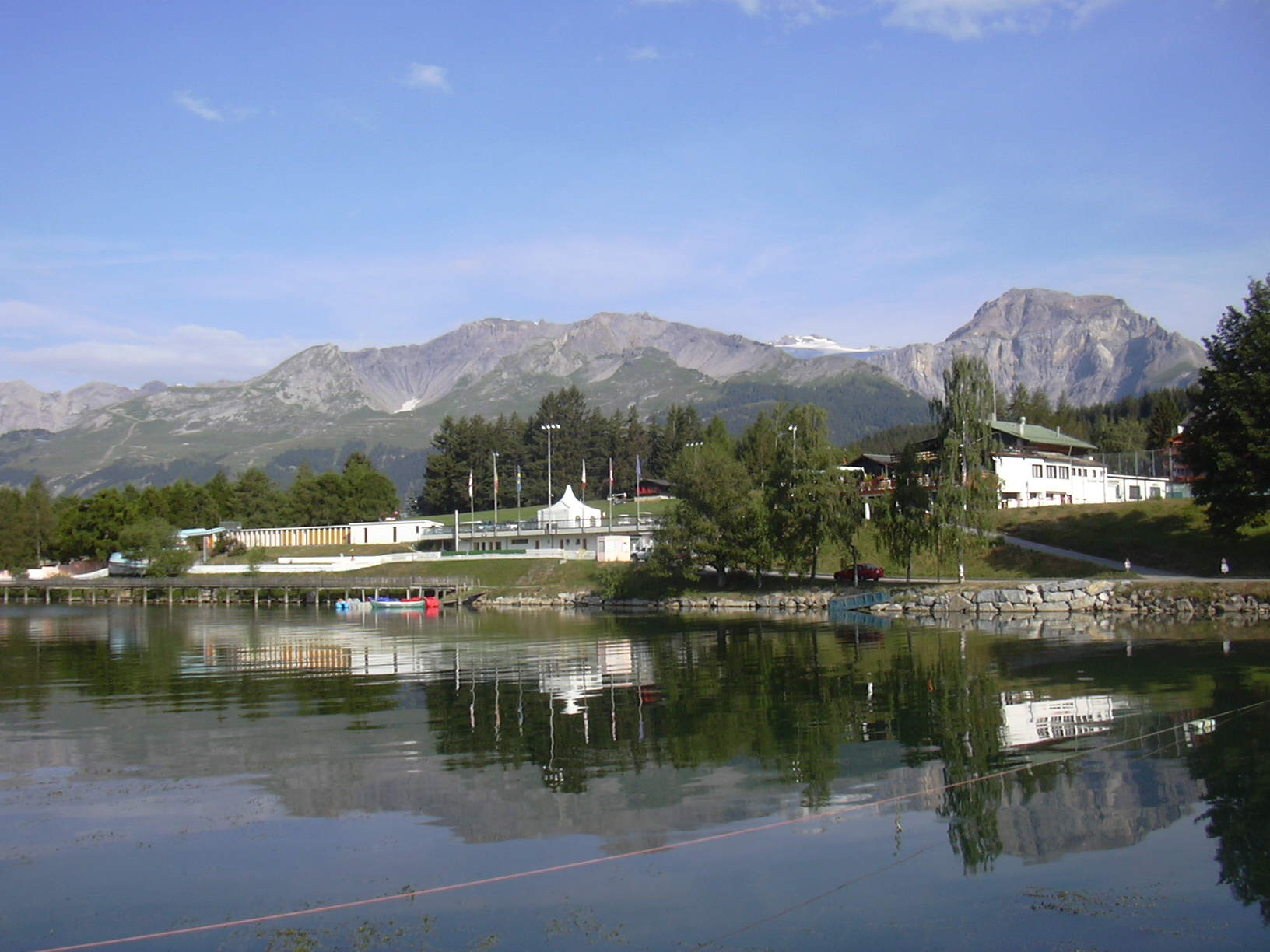
vue de Crans-Montana.

La reprise de l'entrainement se déroule le lundi 29 juin. Le groupe de reprise comprend les joueurs professionnels : Biševac, Ferri, Fofana, Ghezzal, Gorgelin, Grenier, Labidi, Malbranque, Morel, Mvuemba, Paye, Rose, Umtiti. et plusieurs jeunes : D’Arpino, Jenssen, Kalulu, Lebongo, Mocio, Moufi, Mboumbouni, Pagliuca. Les internationaux (Lopes, Zeffane, Bedimo, Koné, Lacazette, Jallet, Fekir, Gonalons, Tolisso, Benzia, Njie, Yattara) ne commencent leur année que le 8 juillet. Milan Biševac, présent, est en cours de récupération après une rupture du ligament croisé antérieur du genou droit datant du 1er février dernier.
Le 6 juillet, les jeunes Maxwel Cornet et Mouctar Diakhaby ont joué avec l'équipe de France des moins de 19 ans le premier match de l'Euro U 19,.
Le groupe part en stage à Crans-Montana en Suisse du 6 au 15 juillet. Les trois matchs de préparation sont contre le FC Sion le 11 juillet à Sion, contre le PSV à Annecy le 15 juillet et contre le Milan AC à Gerland en 18 juillet. Du 24 au 26 juillet, l'équipe joue le tournoi de l'Emirates Cup à Londres. L'Olympique lyonnais est confronté à Arsenal le 25 juillet et Villarreal le 26 juillet.
Lors du premier match de l'Emirates Cup contre Arsenal, Lyon est lourdement vaincu 6 à 0. Les commentateurs expliquent cette défaite en trois points. En premier lieu les blessures de deux joueurs qui ont été solides face à Milan : Bedimo et Jallet, remplacés par Zeffane et Jenssen. Les deux ont été balayés par les attaques anglaises. En second lieu un Maxime Gonalons très en deçà de son niveau, et qui a très mal protégé l'arrière-garde. Enfin un milieu dépeuplé car en cours de match, Clément Grenier se blesse (claquage au quadriceps gauche), ce qui s'ajoute aux absences de Gueïda Fofana (rechute) et Ghezzal (tendon d’Achille).
Lors du second et dernier match de l'Emirates Cup, Lyon perd 2 à 0 contre Villareal. La défense très remaniée n'a encore pas donnée satisfaction, Milan Bisevac étant en phase de reprise, Lindsay Rose ne jouant pas à son poste, Koné étant insuffisant et Mboumbouni trop jeune. Les commentateurs notent toutefois une animation offensive améliorée avec Benzia et Malbranque satisfaisants.
Après un parcours de préparation jugé globalement de mauvaise facture par les commentateurs, l'Olympique lyonnais entame la première partie de sa saison officielle qui se déroule du match du trophée des champions le 1er août pour s'arrêter à la première trêve internationale le 30 août. Durant cette période, l'Olympique lyonnais joue également quatre matchs de championnat ; mais, contrairement aux années précédentes, pas de matchs éliminatoires pour une coupe d'Europe, et toujours pas de matchs éliminatoires de coupe de la ligue.

## Equipe type
| \| Lopes 1 Umtiti 23 Mapou 2 Bedimo 3 Jallet 13 Gonalons 21 Ferri 12 Tolisso 8 Valbuena 19 Fekir 18 Lacazette 10 \| Equipe-type du début de saison. |
| Lopes 1 Umtiti 23 Mapou 2 Bedimo 3 Jallet 13 Gonalons 21 Ferri 12 Tolisso 8 Valbuena 19 Fekir 18 Lacazette 10                                       |

### Début de saison
A l'entame de la saison 2015/16, l'équipe lyonnais évolue dans un système de jeu similaire à la fin de la campagne précédente. Installé en soutien des attaquants dans un 4-4-2 losange, Mathieu Valbuena doit épauler Alexandre Lacazette et Nabil Fekir aux avants centres. Le milieu de terrain est quant à lui inchangé par rapport à la saison précédente, composé du trio Corentin Tolisso, Jordan Ferri et du capitaine Maxime Gonalons, tous trois issus de la formation lyonnaise. En défense, l'arrivée de Mapou Yanga-Mbiwa dans un rôle de titulaire relègue son prédécesseur Milan Bisevac au banc de touche. À l'issue d'une solide saison au poste de gardien de but, le franco-portugais Anthony Lopes est conservé titulaire dans les cages lyonnaises.

### Blessure de Nabil Fekir
À la suite de la blessure de Nabil Fekir le 4 septembre 2015 à l'occasion du match Portugal-France (0-1), le rendant indisponible pour une période de 6 mois, Hubert Fournier se voit dans l'obligation de repenser son attaque. Sans modifier la tactique en losange de l'équipe, il décide de titulariser Claudio Beauvue jusqu'alors cantonné à un rôle de remplaçant, permettant ainsi par voie de conséquence au jeune et prometteur Maxwell Cornet de disposer d'un peu de temps de jeu en fin de rencontres.

### Changement d'entraîneur
| \| Lopes 1 Umtiti 23 Mapou 2 Morel 15 Jallet 13 Gonalons 21 Ferri 12 Tolisso 8 Valbuena 19 Ghezzal 11 Lacazette 10 \| Equipe-type de fin de saison. |
| Lopes 1 Umtiti 23 Mapou 2 Morel 15 Jallet 13 Gonalons 21 Ferri 12 Tolisso 8 Valbuena 19 Ghezzal 11 Lacazette 10                                     |

À la suite d'une première moitié de saison ratée de la part des lyonnais, plusieurs joueurs cadres quittent le club durant la trêve hivernale, à l'image de Claudio Beauvue et de Milan Bisevac, ainsi que l’entraîneur en poste, Hubert Fournier. La nomination de son adjoint, Bruno Génésio, à la tête de l'équipe entraîne un changement sensible du schéma tactique. Exit le 4-4-2, l’entraîneur fraîchement nommé opte pour un retour à un 4-3-3 classique. S'il ne bouscule pas fondamentalement la hiérarchie établie par son prédécesseur, il décide de faire confiance à Rachid Ghezzal sur la droite de l'attaque tandis que Maxwell Cornet dispose d'un temps de jeu de plus en plus important, reléguant peu à peu Mathieu Valbuena à un rôle de remplaçant.
Les bons résultats de l'équipe sur la deuxième partie de saison permettent à Bruno Génésio de faire davantage tourner son équipe, avec notamment une rotation fréquente des latéraux Jallet/Rafael sur la droite et Morel/Bedimo sur la gauche de la défense. L'émergence de l'espagnol Sergi Darder au milieu de terrain entraîne également un temps de jeu réduit d'un Clément Grenier de retour de blessure et d'un Steed Malbranque en fin de carrière.
Une équipe type semble se dégager durant le sprint final de fin de saison, le turnover étant réduit et les titulaires confortés. L'équipe emmenée par un Alexandre Lacazette retrouvé (21 buts) et un Rachid Ghezzal décisif finira finalement la saison à la deuxième place du championnat.

## Statistiques

### Collectives
| Compétition           | Matches joués | Matchs gagnés | Matchs nuls | Matchs perdus | Buts marqués | Buts encaissés | Différence de buts |
| --------------------- | ------------- | ------------- | ----------- | ------------- | ------------ | -------------- | ------------------ |
| Ligue 1               | 38            | 19            | 8           | 11            | 67           | 43             | +24                |
| Ligue des champions   | 6             | 1             | 1           | 4             | 5            | 9              | -4                 |
| Coupe de France       | 3             | 2             | 0           | 1             | 9            | 3              | +6                 |
| Coupe de la Ligue     | 2             | 1             | 0           | 1             | 3            | 3              | 0                  |
| Trophée des champions | 1             | 0             | 0           | 1             | 0            | 2              | -2                 |
| Total                 | 50            | 23            | 9           | 18            | 84           | 60             | +24                |

### Individuelles

#### Statistiques buteurs
Mise à jour effectuée le 16 mai 2016 à l'issue de la saison 2015/16 de ligue 1.
| Place | Nom                 | Ligue 1 | Coupe de France | Coupe de la Ligue | Ligue des champions | TOTAL des BUTS |
| 1     | Alexandre Lacazette | 21      | -               | -                 | 2                   | 23 buts        |
| 2     | Maxwell Cornet      | 8       | 3               | -                 | 1                   | 12 buts        |
| 3     | Rachid Ghezzal      | 8       | 2               | -                 | -                   | 10 buts        |
| 4     | Claudio Beauvue     | 5       | 1               | 2                 | -                   | 8 buts         |
| 5     | Corentin Tolisso    | 5       | 1               | 1                 | -                   | 7 buts         |
| 6     | Nabil Fekir         | 4       | -               | -                 | -                   | 4 buts         |
| 7     | Jordan Ferri        | 2       | -               | -                 | 1                   | 3 buts         |
| 7     | Sergi Darder        | 2       | 1               | -                 | -                   | 3 buts         |
| 9     | Aldo Kalulu         | 2       | -               | -                 | -                   | 2 buts         |
| 9     | Mathieu Valbuena    | 1       | 1               | -                 | -                   | 2 buts         |
| 9     | Christophe Jallet   | 1       | -               | -                 | 1                   | 2 buts         |
| 9     | Clément Grenier     | 2       | -               | -                 | -                   | 2 buts         |
| 9     | Mapou Yanga-Mbiwa   | 2       | -               | -                 | -                   | 2 buts         |
| 14    | Samuel Umtiti       | 1       | -               | -                 | -                   | 1 but          |
| 14    | Rafael Da Silva     | 1       | -               | -                 | -                   | 1 but          |
| 14    | Gaëtan Perrin       | 1       | -               | -                 | -                   | 1 but          |
| #     | Contre son camp     | 1       | -               | -                 | -                   | 1 but          |
| Total | 16 buteurs          | 67 buts | 9 buts          | 3 buts            | 5 buts              | 84 buts        |

#### Statistiques passeurs
Mise à jour effectuée le 16 mai 2016 à l'issue de la saison 2015/16 de Ligue 1.
| Place | Nom                 | Ligue 1   | Coupe de France | Coupe de la Ligue | Ligue des champions | TOTAL des passes |
| 1     | Rachid Ghezzal      | 7         | -               | -                 | 1                   | 8 passes         |
| 2     | Corentin Tolisso    | 6         | -               | -                 | 1                   | 7 passes         |
| 3     | Mathieu Valbuena    | 5         | -               | -                 | 1                   | 6 passes         |
| 3     | Christophe Jallet   | 5         | -               | -                 | 1                   | 6 passes         |
| 3     | Sergi Darder        | 2         | 3               | 1                 | -                   | 6 passes         |
| 6     | Jordan Ferri        | 5         | -               | -                 | -                   | 5 passes         |
| 7     | Alexandre Lacazette | 3         | 1               | -                 | -                   | 4 passes         |
| 8     | Clément Grenier     | 3         | -               | -                 | -                   | 3 passes         |
| 8     | Claudio Beauvue     | 2         | 1               | -                 | -                   | 3 passes         |
| 10    | Steed Malbranque    | 1         | -               | 1                 | -                   | 2 passes         |
| 10    | Rafael Da Silva     | 2         | -               | -                 | -                   | 2 passes         |
| 12    | Maxime Gonalons     | -         | -               | -                 | 1                   | 1 passe          |
| 12    | Aldo Kalulu         | -         | 1               | -                 | -                   | 1 passe          |
| 12    | Maxwell Cornet      | 1         | -               | -                 | -                   | 1 passe          |
| Total | 14 passeurs         | 42 passes | 6 passes        | 2 passes          | 5 passes            | 55 passes        |

#### Statistiques individuelles
Mise à jour effectuée le 16 mai 2016 à l'issue de la saison 2015/16 de Ligue 1.,
| Numéro | Nat. | Nom             | Championnat | Championnat | Championnat | Championnat  | Coupes nationales | Coupes nationales | Coupes nationales | Coupes nationales | Ligue des champions | Ligue des champions | Ligue des champions | Ligue des champions | Total | Total       | Total  | Total        |
| Numéro | Nat. | Nom             | M.j.        | But inscrit | Averti      | Carton rouge | M.j.              | But inscrit       | Averti            | Carton rouge      | M.j.                | But inscrit         | Averti              | Carton rouge        | M.j.  | But inscrit | Averti | Carton rouge |
| ------ | ---- | --------------- | ----------- | ----------- | ----------- | ------------ | ----------------- | ----------------- | ----------------- | ----------------- | ------------------- | ------------------- | ------------------- | ------------------- | ----- | ----------- | ------ | ------------ |
| 1      |      | Lopes           | 37          | 0           | 1           | 0            | 3                 | 0                 | 0                 | 0                 | 6                   | 0                   | 0                   | 0                   | 46    | 0           | 1      | 0            |
| 2      |      | Yanga-Mbiwa     | 27          | 2           | 4           | 0            | 3                 | 0                 | 0                 | 0                 | 5                   | 0                   | 1                   | 0                   | 35    | 2           | 5      | 0            |
| 3      |      | Bedimo          | 18          | 0           | 0           | 0            | -                 | -                 | -                 | -                 | 3                   | 0                   | 1                   | 0                   | 21    | 0           | 1      | 0            |
| 4      |      | Koné            | 6           | 0           | 1           | 0            | 4                 | 0                 | 0                 | 0                 | 1                   | 0                   | 0                   | 0                   | 11    | 0           | 0      | 0            |
| 5      |      | Bisevac         | 6           | 0           | 1           | 0            | -                 | -                 | -                 | -                 | 2                   | 0                   | 0                   | 0                   | 8     | 0           | 0      | 0            |
| 6      |      | Fofana          | -           | -           | -           | -            | -                 | -                 | -                 | -                 | -                   | -                   | -                   | -                   | 0     | 0           | 0      | 0            |
| 7      |      | Grenier         | 18          | 2           | 3           | 1            | 4                 | 0                 | 0                 | 0                 | 1                   | 0                   | 0                   | 0                   | 23    | 2           | 3      | 1            |
| 8      |      | Tolisso         | 33          | 5           | 2           | 0            | 5                 | 2                 | 0                 | 0                 | 6                   | 0                   | 1                   | 0                   | 44    | 7           | 3      | 0            |
| 9      |      | Beauvue         | 19          | 5           | 0           | 0            | 3                 | 3                 | 0                 | 0                 | 6                   | 0                   | 0                   | 0                   | 28    | 8           | 0      | 0            |
| 10     |      | Lacazette       | 34          | 21          | 5           | 0            | 3                 | 0                 | 0                 | 0                 | 6                   | 2                   | 0                   | 0                   | 43    | 23          | 5      | 0            |
| 11     |      | Ghezzal         | 30          | 8           | 5           | 0            | 4                 | 2                 | 0                 | 0                 | 4                   | 0                   | 0                   | 0                   | 38    | 10          | 5      | 0            |
| 12     |      | Ferri           | 34          | 2           | 8           | 0            | 4                 | 0                 | 1                 | 0                 | 5                   | 1                   | 3                   | 0                   | 43    | 3           | 12     | 1            |
| 13     |      | Jallet          | 23          | 1           | 3           | 1            | 4                 | 0                 | 0                 | 0                 | 4                   | 1                   | 0                   | 0                   | 31    | 2           | 3      | 1            |
| 14     |      | Darder          | 26          | 2           | 1           | 0            | 5                 | 1                 | 0                 | 0                 | 4                   | 0                   | 0                   | 0                   | 35    | 3           | 1      | 0            |
| 15     |      | Morel           | 31          | 0           | 3           | 0            | 5                 | 0                 | 0                 | 0                 | 4                   | 0                   | 0                   | 0                   | 40    | 0           | 3      | 0            |
| 16     |      | Mocio           | -           | -           | -           | -            | -                 | -                 | -                 | -                 | -                   | -                   | -                   | -                   | 0     | 0           | 0      | 0            |
| 17     |      | Malbranque      | 11          | 0           | 0           | 0            | 1                 | 0                 | 0                 | 0                 | 2                   | 0                   | 1                   | 0                   | 14    | 0           | 1      | 0            |
| 18     |      | Fekir           | 9           | 4           | 1           | 0            | -                 | -                 | -                 | -                 | -                   | -                   | -                   | -                   | 9     | 4           | 1      | 0            |
| 19     |      | Valbuena        | 26          | 1           | 4           | 0            | 2                 | 1                 | 0                 | 0                 | 5                   | 0                   | 0                   | 0                   | 33    | 2           | 4      | 0            |
| 20     |      | Rafael          | 21          | 1           | 8           | 0            | 1                 | 0                 | 0                 | 0                 | 5                   | 0                   | 0                   | 0                   | 28    | 1           | 8      | 0            |
| 21     |      | Gonalons        | 33          | 0           | 7           | 0            | 4                 | 0                 | 0                 | 0                 | 5                   | 0                   | 3                   | 1                   | 42    | 0           | 10     | 1            |
| 22     |      | Rose            | 1           | 0           | 0           | 0            | -                 | -                 | -                 | -                 | -                   | -                   | -                   | -                   | 1     | 0           | 0      | 0            |
| 23     |      | Umtiti          | 30          | 1           | 6           | 0            | 3                 | 0                 | 1                 | 0                 | 4                   | 0                   | 2                   | 0                   | 37    | 1           | 9      | 0            |
| 24     |      | Kemen           | 2           | 0           | 0           | 0            | -                 | -                 | -                 | -                 | -                   | -                   | -                   | -                   | 2     | 0           | 0      | 0            |
| 25     |      | Del Castillo    | 2           | 0           | 0           | 0            | -                 | -                 | -                 | -                 | -                   | -                   | -                   | -                   | 2     | 0           | 0      | 0            |
| 26     |      | Kalulu          | 10          | 2           | 0           | 0            | 2                 | 0                 | 0                 | 0                 | 2                   | 0                   | 1                   | 0                   | 14    | 2           | 1      | 0            |
| 27     |      | Cornet          | 31          | 8           | 3           | 1            | 5                 | 3                 | 0                 | 0                 | 4                   | 1                   | 0                   | 0                   | 40    | 12          | 3      | 1            |
| 28     |      | Mvuemba         | 6           | 0           | 0           | 0            | 3                 | 0                 | 0                 | 0                 | -                   | -                   | -                   | -                   | 9     | 0           | 0      | 0            |
| 29     |      | Tousart         | 1           | 0           | 0           | 0            | -                 | -                 | -                 | -                 | -                   | -                   | -                   | -                   | 1     | 0           | 0      | 0            |
| 30     |      | Gorgelin        | 1           | 0           | 0           | 0            | 2                 | 0                 | 0                 | 0                 | -                   | -                   | -                   | -                   | 3     | 0           | 0      | 0            |
| 31     |      | Mour Paye       | -           | -           | -           | -            | -                 | -                 | -                 | -                 | -                   | -                   | -                   | -                   | 0     | 0           | 0      | 0            |
| 32     |      | Labidi          | 3           | 0           | 0           | 0            | -                 | -                 | -                 | -                 | -                   | -                   | -                   | -                   | 3     | 0           | 0      | 0            |
| 33     |      | Perrin          | 3           | 1           | 0           | 0            | -                 | -                 | -                 | -                 | -                   | -                   | -                   | -                   | 3     | 1           | 0      | 0            |
| 46     |      | Martins Pereira | -           | -           | -           | -            | -                 | -                 | -                 | -                 | -                   | -                   | -                   | -                   | 0     | 0           | 0      | 0            |

## Matchs

### Trophée des champions

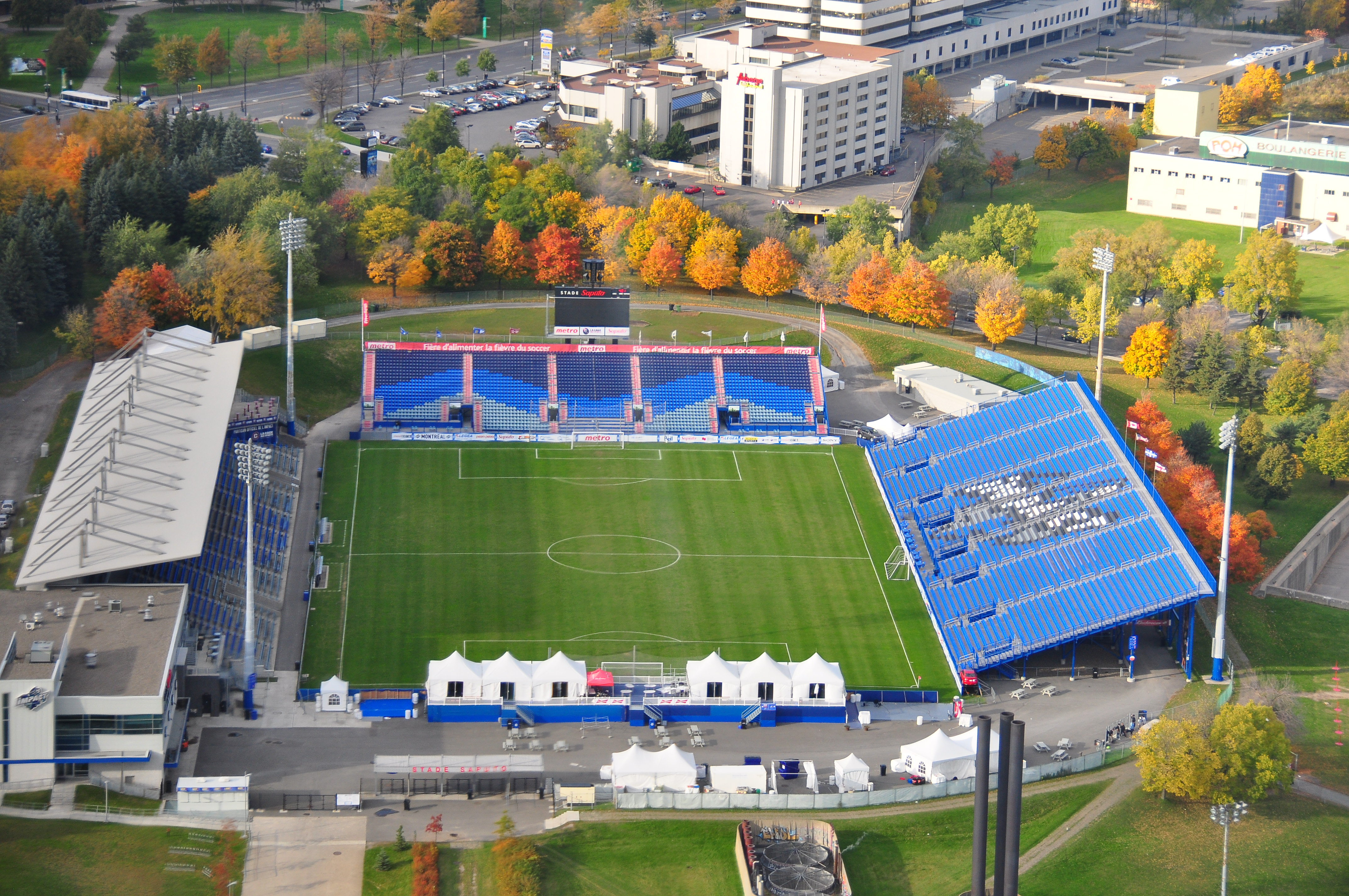
Le stade Saputo de Montréal, où Lyon perd le trophée des champions contre le PSG.

L'équipe entame donc sa saison par une défaite lors du Trophée des champions au Canada à Montréal face au PSG au Stade Saputo, 2 à 0 sur des buts de Serge Aurier et Edinson Cavani. L'équipe présente un jeu médiocre, avec une très grande faiblesse défensive. Sans un très performant Lopes, l'addition aurait dû être bien plus salée. Le milieu de l'Olympique lyonnais ne parvient jamais à rivaliser avec celui du PSG, et la ligne d'attaque fut très mauvaise, entre un Beauvue qui rata à peu près tout, un Lacazette peu inspiré et un Benzia qui ne parvint pas à saisir sa chance. Par ailleurs, les commentateurs, tout comme l'entraîneur Hubert Fournier, pointent le manque de motivation de plusieurs joueurs, leur prestation et leur sens de l'effort collectif étant très en deçà de ce qu'ils réalisaient l'année dernière. L'Équipe pointe ainsi Lacazette, Tolisso, Benzia, Bedimo et Kone. Enfin, parmi les déceptions du match, il faut ajouter l'expulsion de Gonalons pour avoir reçu deux cartons jaunes.
| Titulaires :  |                          |     |
|               |                          |     |
| 16            | Kevin Trapp              |     |
| 19            | Serge Aurier             |     |
| 2             | Thiago Silva             |     |
| 32            | David Luiz               |     |
| 17            | Maxwell                  |     |
| 6             | Marco Verratti           | 70e |
| 14            | Blaise Matuidi           |     |
| 25            | Adrien Rabiot            |     |
| 7             | Lucas Moura              | 82e |
| 9             | Edinson Cavani           | 63e |
| 10            | Zlatan Ibrahimović       |     |
|               |                          |     |
| Remplaçants : |                          |     |
| 30            | Salvatore Sirigu         |     |
| 5             | Marquinhos               |     |
| 21            | Lucas Digne              |     |
| 4             | Benjamin Stambouli       | 70e |
| 8             | Thiago Motta             |     |
| 15            | Jean-Christophe Bahebeck | 82e |
| 29            | Jean-Kévin Augustin      | 63e |
|               |                          |     |
| Entraîneur :  |                          |     |
| Laurent Blanc |                          |     |

| Titulaires :    |                     |     |
|                 |                     |     |
| 1               | Anthony Lopes       |     |
| 13              | Christophe Jallet   |     |
| 4               | Bakary Koné         |     |
| 23              | Samuel Umtiti       |     |
| 3               | Henri Bedimo        |     |
| 21              | Maxime Gonalons     |     |
| 8               | Corentin Tolisso    |     |
| 12              | Jordan Ferri        | 79e |
| 9               | Claudio Beauvue     |     |
| 10              | Alexandre Lacazette |     |
| 25              | Yassine Benzia      | 67e |
|                 |                     |     |
| Remplaçants :   |                     |     |
| 16              | Lucas Mocio         |     |
| 22              | Lindsay Rose        |     |
| 15              | Jérémy Morel        |     |
| 32              | Zacharie Labidi     |     |
| 17              | Steed Malbranque    | 79e |
| 28              | Arnold Mvuemba      |     |
| 11              | Rachid Ghezzal      | 67e |
|                 |                     |     |
| Entraîneur :    |                     |     |
| Hubert Fournier |                     |     |

| Titulaires :  |                          |     |
|               |                          |     |
| 16            | Kevin Trapp              |     |
| 19            | Serge Aurier             |     |
| 2             | Thiago Silva             |     |
| 32            | David Luiz               |     |
| 17            | Maxwell                  |     |
| 6             | Marco Verratti           | 70e |
| 14            | Blaise Matuidi           |     |
| 25            | Adrien Rabiot            |     |
| 7             | Lucas Moura              | 82e |
| 9             | Edinson Cavani           | 63e |
| 10            | Zlatan Ibrahimović       |     |
|               |                          |     |
| Remplaçants : |                          |     |
| 30            | Salvatore Sirigu         |     |
| 5             | Marquinhos               |     |
| 21            | Lucas Digne              |     |
| 4             | Benjamin Stambouli       | 70e |
| 8             | Thiago Motta             |     |
| 15            | Jean-Christophe Bahebeck | 82e |
| 29            | Jean-Kévin Augustin      | 63e |
|               |                          |     |
| Entraîneur :  |                          |     |
| Laurent Blanc |                          |     |

| Titulaires :    |                     |     |
|                 |                     |     |
| 1               | Anthony Lopes       |     |
| 13              | Christophe Jallet   |     |
| 4               | Bakary Koné         |     |
| 23              | Samuel Umtiti       |     |
| 3               | Henri Bedimo        |     |
| 21              | Maxime Gonalons     |     |
| 8               | Corentin Tolisso    |     |
| 12              | Jordan Ferri        | 79e |
| 9               | Claudio Beauvue     |     |
| 10              | Alexandre Lacazette |     |
| 25              | Yassine Benzia      | 67e |
|                 |                     |     |
| Remplaçants :   |                     |     |
| 16              | Lucas Mocio         |     |
| 22              | Lindsay Rose        |     |
| 15              | Jérémy Morel        |     |
| 32              | Zacharie Labidi     |     |
| 17              | Steed Malbranque    | 79e |
| 28              | Arnold Mvuemba      |     |
| 11              | Rachid Ghezzal      | 67e |
|                 |                     |     |
| Entraîneur :    |                     |     |
| Hubert Fournier |                     |     |

##### Journée 1 : Lyon - Lorient

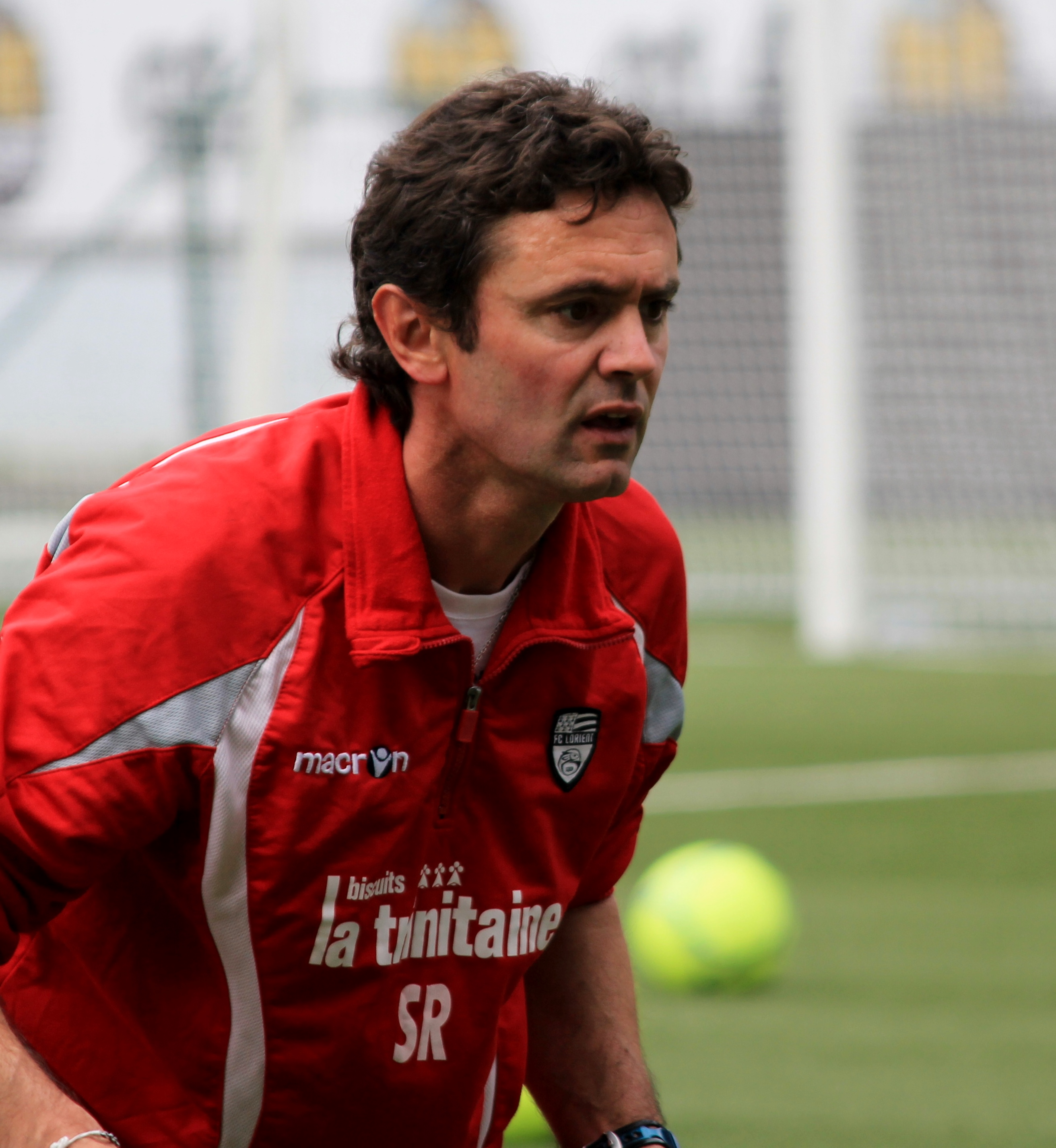
Sylvain Ripoll, entraineur du FC Lorient.

##### Journée 2 : Guingamp - Lyon

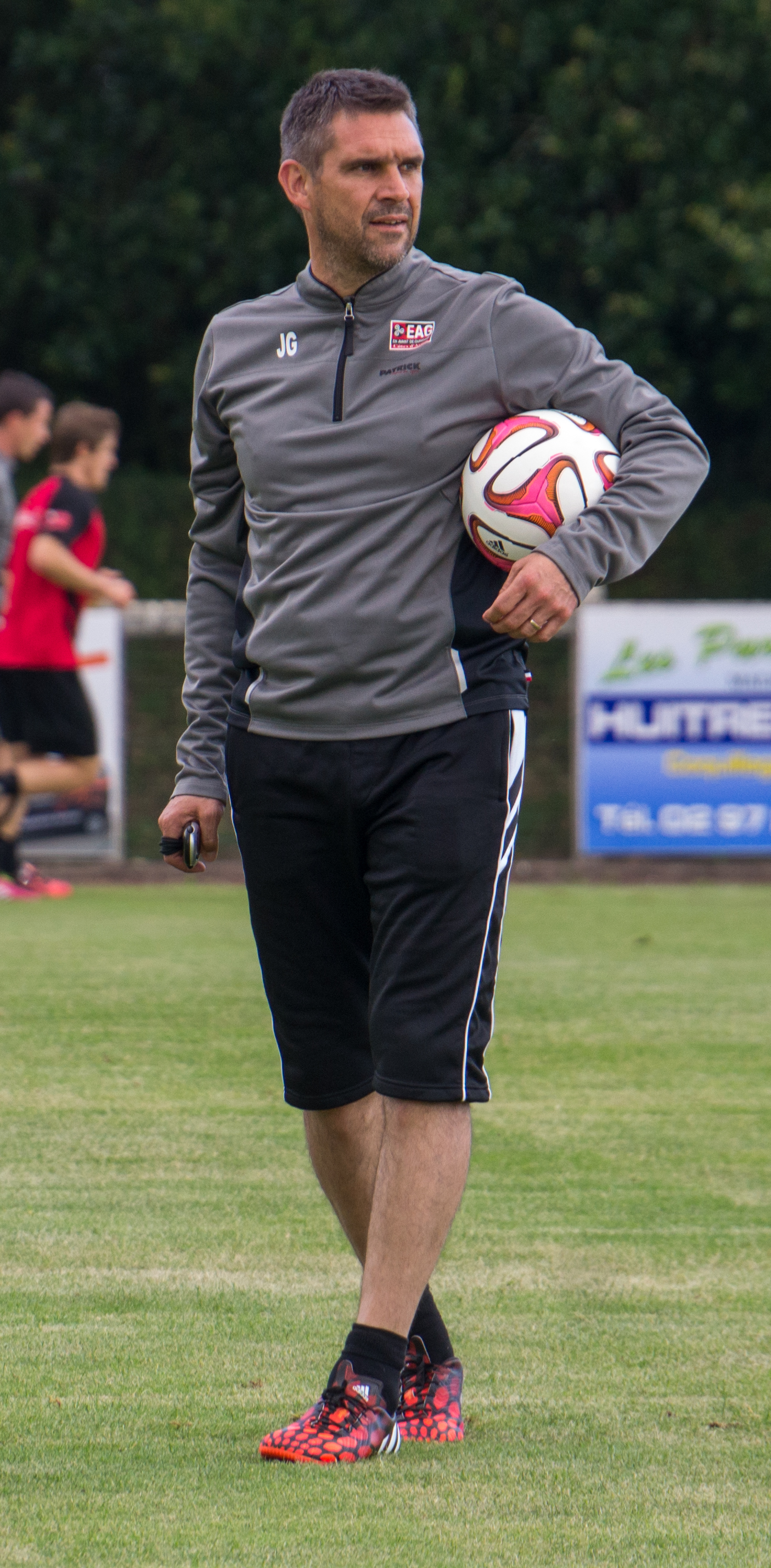
Jocelyn Gourvennec, entraineur de l'En avant Guingamp.

##### Journée 3 : Lyon - Rennes

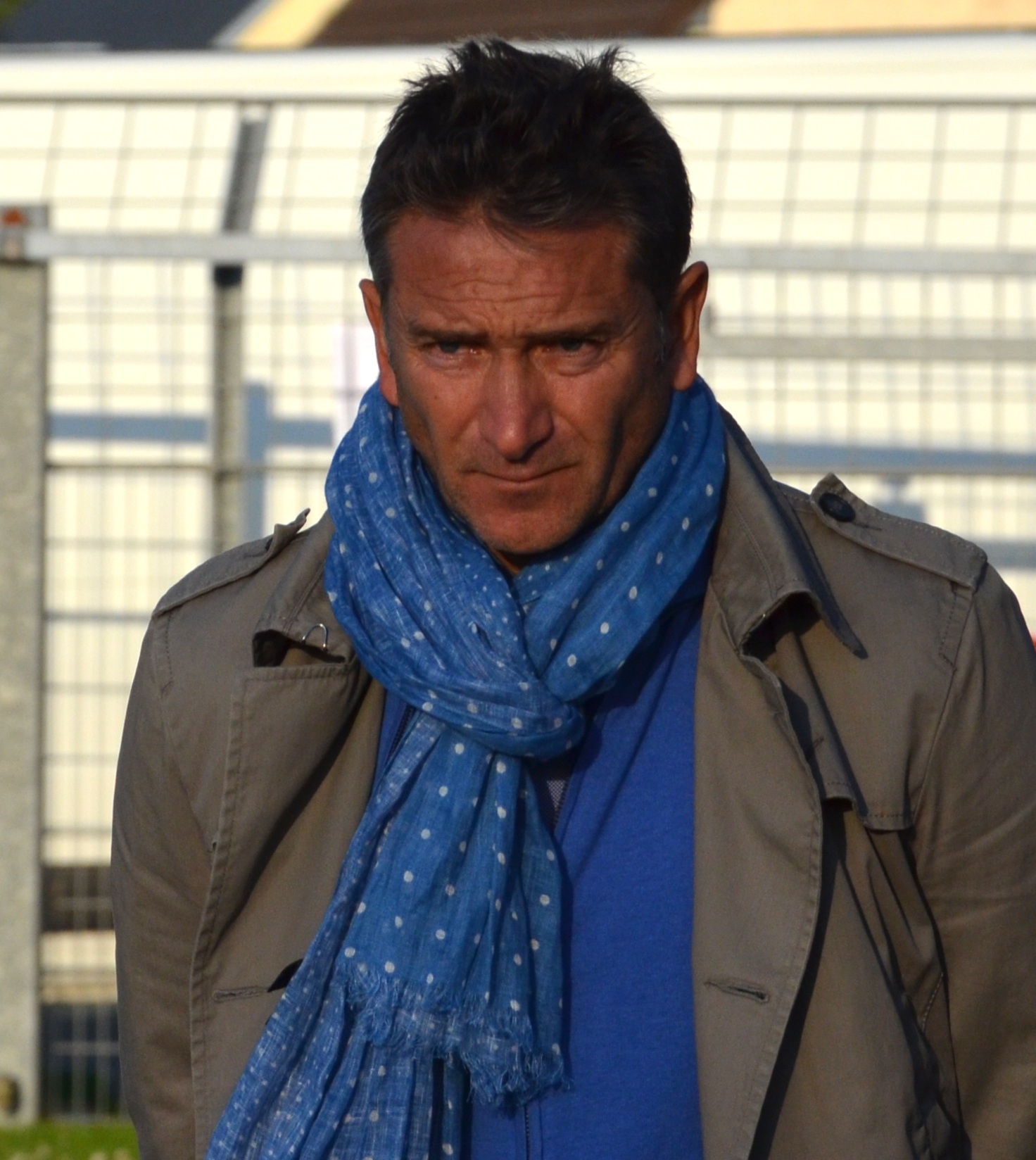
l'entraineur du Stade rennais, Philippe Montanier.

##### Journée 4 : Caen - Lyon

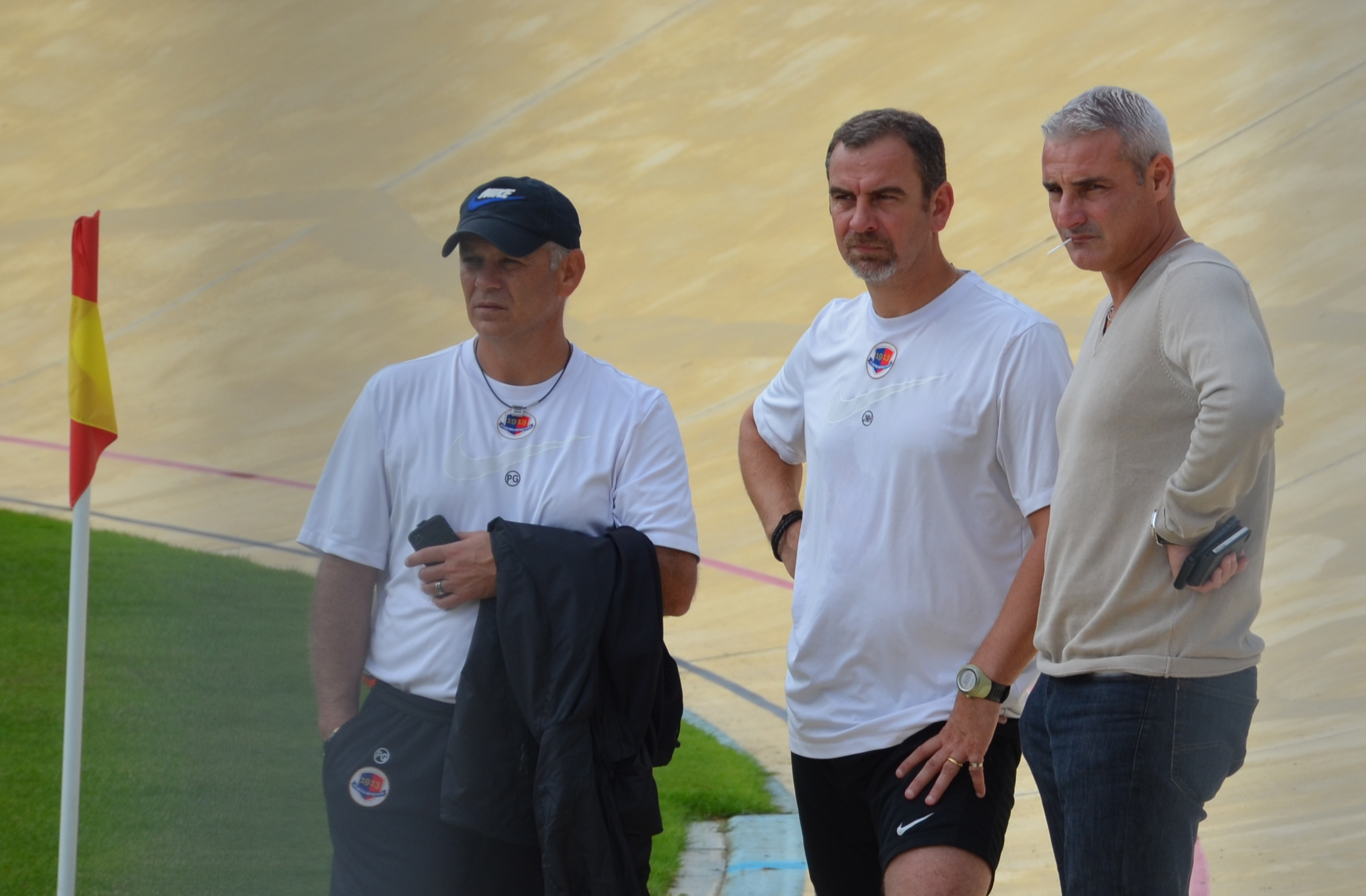
Patrice Garande, entraineur du SM Caen, avec Huriez (adjoint) et Caveglia (directeur sportif) en 2013.

### Championnat de France

#### Août

##### Récapitulatif Journées 1 à 4
| Journée 1                          | Olympique lyonnais | 0-0   | FC Lorient                                | Stade de Gerland                                                   |                                                                    |
| Dimanche 9 août 2015 21:00 (UTC+1) | 51e Jordan Ferri   | (0-0) | 32e Wesley Lautoa · 82e François Bellugou | Spectateurs : 28 116 Diffuseur : Canal + Arbitrage : Benoît Millot | Spectateurs : 28 116 Diffuseur : Canal + Arbitrage : Benoît Millot |
| Dimanche 9 août 2015 21:00 (UTC+1) |                    |       |                                           | Spectateurs : 28 116 Diffuseur : Canal + Arbitrage : Benoît Millot | Spectateurs : 28 116 Diffuseur : Canal + Arbitrage : Benoît Millot |

| Journée 2                         | EA Guingamp                            | 0-1   | Olympique lyonnais                                            | Stade du Roudourou                                                      |                                                                         |
| Samedi 15 août 2015 20:00 (UTC+1) | 29e Mustapha Diallo · 37e Nill De Pauw | (0-0) | Claudio Beauvue 79e · 68e Rafael da Silva · 70e Samuel Umtiti | Spectateurs : 17 728 Diffuseur : BeIN Sports Arbitrage : Antony Gautier | Spectateurs : 17 728 Diffuseur : BeIN Sports Arbitrage : Antony Gautier |
| Samedi 15 août 2015 20:00 (UTC+1) |                                        |       |                                                               | Spectateurs : 17 728 Diffuseur : BeIN Sports Arbitrage : Antony Gautier | Spectateurs : 17 728 Diffuseur : BeIN Sports Arbitrage : Antony Gautier |

| Journée 3                         | Olympique lyonnais                | 1-2   | Stade rennais                                                                                         | Stade de Gerland                                                  |                                                                   |
| Samedi 22 août 2015 17:00 (UTC+1) | Nabil Fekir 12e · 85e Nabil Fekir | (1-1) | Pedro Henrique 7e · Mehdi Zeffane 56e · 48e Fallou Diagne · 58e Gelson Fernandes · 59e Pedro Henrique | Spectateurs : 31 470 Diffuseur : Canal + Arbitrage : Ruddy Buquet | Spectateurs : 31 470 Diffuseur : Canal + Arbitrage : Ruddy Buquet |
| Samedi 22 août 2015 17:00 (UTC+1) |                                   |       | | Spectateurs : 31 470 Diffuseur : Canal + Arbitrage : Ruddy Buquet | Spectateurs : 31 470 Diffuseur : Canal + Arbitrage : Ruddy Buquet |

| Journée 4                         | SM Caen                                   | 0-4   | Olympique lyonnais                                | Stade Michel-d'Ornano                                                  |                                                                        |
| Samedi 29 août 2015 17:00 (UTC+1) | 66e Chaker Alhadhur · 73e Damien Da Silva | (0-2) | Nabil Fekir 18e, 44e et 57e · Claudio Beauvue 87e | Spectateurs : 19 795 Diffuseur : Canal + Arbitrage : Nicolas Rainville | Spectateurs : 19 795 Diffuseur : Canal + Arbitrage : Nicolas Rainville |
| Samedi 29 août 2015 17:00 (UTC+1) |                                           |       |                                                   | Spectateurs : 19 795 Diffuseur : Canal + Arbitrage : Nicolas Rainville | Spectateurs : 19 795 Diffuseur : Canal + Arbitrage : Nicolas Rainville |

##### Première trêve internationale
Lors de la première trêve internationale, huit joueurs rejoignent leur sélections respectives. Valbuena et Fekir sont appelés par Didier Deschamps pour jouer les deux matchs amicaux contre le Portugal et la Serbie. Cornet, Kemen et Diakhaby sont convoqués avec les U20 pour jouer contre les Pays-Bas. Lopes est avec la sélection du Portugal, Koné avec le Burkina Faso, et Martins Pereira avec le Luxembourg.
La trêve permet à plusieurs recrues (Beauvue, Rafael, Darder, Yanga-Mbiwa) de jouer largement ensemble et à Lacazette de se remettre de ses douleurs dorsales via un entrainement spécifique. Il retrouve le groupe pendant cette période.
Le 4 septembre 2015 la France affronte le Portugal et s'impose 1 à 0 grâce à un but sur coup franc direct de Mathieu Valbuena. Durant ce match Nabil Fekir est titulaire mais se blesse dès le début du match, il est victime d'une rupture du ligament croisé antéro-interne du genou droit ainsi qu'une lésion du ligament latéral interne et d'une lésion du ménisque interne, ce qui lui entraîne une indisponibilité durant au moins six mois.

#### Septembre

##### Récapitulatif Journées 5 à 8
| Journée 5                              | Olympique lyonnais   | 0-0   | LOSC Lille                                                                            | Stade de Gerland                                                    |                                                                     |
| Samedi 12 septembre 2015 17:00 (UTC+1) | 90e Mathieu Valbuena | (0-0) | 26e Florent Balmont · 38e Renato Civelli · 68e Sébastien Corchia · 90+2e Junior Tallo | Spectateurs : 32 137 Diffuseur : Canal+ Arbitrage : Frank Schneider | Spectateurs : 32 137 Diffuseur : Canal+ Arbitrage : Frank Schneider |
| Samedi 12 septembre 2015 17:00 (UTC+1) |                      |       |                                                                                       | Spectateurs : 32 137 Diffuseur : Canal+ Arbitrage : Frank Schneider | Spectateurs : 32 137 Diffuseur : Canal+ Arbitrage : Frank Schneider |

| Journée 6                                | Olympique de Marseille                                                                                                   | 1-1   | Olympique lyonnais                                     | Stade Vélodrome                                                  |                                                                  |
| Dimanche 20 septembre 2015 21:00 (UTC+1) | Karim Rekik 68e · 13e Rémy Cabella · 21e Karim Rekik · 24e Steve Mandanda · 44e Romain Alessandrini · 61e Benjamin Mendy | (0-1) | Alexandre Lacazette 27e (pen.) · 79e Christophe Jallet | Spectateurs : 56 194 Diffuseur : Canal+ Arbitrage : Ruddy Buquet | Spectateurs : 56 194 Diffuseur : Canal+ Arbitrage : Ruddy Buquet |
| Dimanche 20 septembre 2015 21:00 (UTC+1) | |       |                                                        | Spectateurs : 56 194 Diffuseur : Canal+ Arbitrage : Ruddy Buquet | Spectateurs : 56 194 Diffuseur : Canal+ Arbitrage : Ruddy Buquet |

| Journée 7                                | Olympique lyonnais                                                             | 2-0   | SC Bastia                                 | Stade de Gerland                                                        |                                                                         |
| Mercredi 23 septembre 2015 19:00 (UTC+1) | Aldo Kalulu 18e · Corentin Tolisso 88e · 45e Samuel Umtiti · 53e Milan Biševac | (1-0) | 45e François Kamano · 69e Yannick Cahuzac | Spectateurs : 25 658 Diffuseur : BeIN Sports Arbitrage : Benoît Bastien | Spectateurs : 25 658 Diffuseur : BeIN Sports Arbitrage : Benoît Bastien |
| Mercredi 23 septembre 2015 19:00 (UTC+1) |                                                                                |       |                                           | Spectateurs : 25 658 Diffuseur : BeIN Sports Arbitrage : Benoît Bastien | Spectateurs : 25 658 Diffuseur : BeIN Sports Arbitrage : Benoît Bastien |

| Journée 8                              | Girondins de Bordeaux                                                                                 | 3-1   | Olympique lyonnais  | Stade Matmut-Atlantique                                                |                                                                        |
| Samedi 26 septembre 2015 20:00 (UTC+1) | Wahbi Khazri 17e · Jaroslav Plašil 40e · Pablo Castro 45+2e · 26e Clément Chantôme · 71e Pablo Castro | (3-0) | Claudio Beauvue 78e | Spectateurs : 26 593 Diffuseur : BeIN Sports Arbitrage : Benoît Millot | Spectateurs : 26 593 Diffuseur : BeIN Sports Arbitrage : Benoît Millot |
| Samedi 26 septembre 2015 20:00 (UTC+1) | |       |                     | Spectateurs : 26 593 Diffuseur : BeIN Sports Arbitrage : Benoît Millot | Spectateurs : 26 593 Diffuseur : BeIN Sports Arbitrage : Benoît Millot |

##### Deuxième trêve internationale
Christophe Jallet, Mathieu Valbuena & Alexandre Lacazette ont été convoqués par Didier Deschamps pour les rencontres France - Arménie à l'Allianz Riviera de Nice le 8 octobre et Danemark - France le 11 octobre à Copenhague. Corentin Tolisso est convoqué par Pierre Mankowski chez les Espoirs pour les matchs contre l'Écosse le 10 octobre et le 13 octobre contre l'Ukraine pour les éliminatoires de l'Euro 2017. Timothé Cognat est convoqué chez les U17 pour la Coupe du monde des moins de 17 ans au Chili du 5 octobre au 9 novembre. Christopher Martins Pereira est convoqué avec le Luxembourg pour les deux matchs contre l'Espagne et la Slovaquie. Et pour finir, Anthony Lopes est convoqué avec le Portugal pour les matchs contre le Danemark, le 8 octobre et contre la Serbie, le 11 octobre à Braga.

#### Octobre

##### Récapitulatif journées 9 à 12
| Journée 9                           | Olympique lyonnais                                                     | 1-0   | Stade de Reims                             | Stade de Gerland                                                   |                                                                    |
| Samedi 3 octobre 2015 17:30 (UTC+1) | Alexandre Lacazette 44e · 56e Alexandre Lacazette · 88e Rachid Ghezzal | (1-0) | 84e Franck Signorino · 85e Prince Oniangué | Spectateurs : 30 089 Diffuseur : Canal+ Arbitrage : Antony Gautier | Spectateurs : 30 089 Diffuseur : Canal+ Arbitrage : Antony Gautier |
| Samedi 3 octobre 2015 17:30 (UTC+1) |                                                                        |       |                                            | Spectateurs : 30 089 Diffuseur : Canal+ Arbitrage : Antony Gautier | Spectateurs : 30 089 Diffuseur : Canal+ Arbitrage : Antony Gautier |

| Journée 10                             | AS Monaco                                                               | 1-1   | Olympique lyonnais                                             | Stade Louis II                                                                |                                                                               |
| Vendredi 16 octobre 2015 20:30 (UTC+1) | Mario Pasalic 39e · 2e Lacina Traoré · 65e Wallace · 87e Bernardo Silva | (1-0) | Rafael Da Silva 84e · 9e Mapou Yanga-Mbiwa · 87e Samuel Umtiti | Spectateurs : 9 513 Diffuseur : BeIN Sports, Canal+ Arbitrage : Fredy Fautrel | Spectateurs : 9 513 Diffuseur : BeIN Sports, Canal+ Arbitrage : Fredy Fautrel |
| Vendredi 16 octobre 2015 20:30 (UTC+1) |                                                                         |       |                                                                | Spectateurs : 9 513 Diffuseur : BeIN Sports, Canal+ Arbitrage : Fredy Fautrel | Spectateurs : 9 513 Diffuseur : BeIN Sports, Canal+ Arbitrage : Fredy Fautrel |

| Journée 11                             | Olympique lyonnais                                                                | 3-0   | Toulouse FC                                                                                      | Stade de Gerland                                                           |                                                                            |
| Vendredi 23 octobre 2015 20:30 (UTC+1) | Sergi Darder 18e · Mathieu Valbuena 69e · Maxwell Cornet 90+4e · 51e Jérémy Morel | (1-0) | 29e Jacques François Moubandje · 31e Yann Bodiger · 44e Jean-Daniel Akpa-Akpro · 50e Oscar Trejo | Spectateurs : 32 327 Diffuseur : BeIN Sports Arbitrage : Nicolas Rainville | Spectateurs : 32 327 Diffuseur : BeIN Sports Arbitrage : Nicolas Rainville |
| Vendredi 23 octobre 2015 20:30 (UTC+1) |                                                                                   |       |                                                                                                  | Spectateurs : 32 327 Diffuseur : BeIN Sports Arbitrage : Nicolas Rainville | Spectateurs : 32 327 Diffuseur : BeIN Sports Arbitrage : Nicolas Rainville |

| Journée 12                           | ESTAC Troyes                         | 0-1   | Olympique lyonnais                            | Stade de l'Aube                                                          |                                                                          |
| Samedi 31 octobre 2015 20:00 (UTC+1) | 36e Corentin Jean · 78e Fabien Camus | (0-0) | Claudio Beauvue 78e(pen) · 4e Maxime Gonalons | Spectateurs : 14 877 Diffuseur : BeIN Sports Arbitrage : Stéphane Jochem | Spectateurs : 14 877 Diffuseur : BeIN Sports Arbitrage : Stéphane Jochem |
| Samedi 31 octobre 2015 20:00 (UTC+1) |                                      |       |                                               | Spectateurs : 14 877 Diffuseur : BeIN Sports Arbitrage : Stéphane Jochem | Spectateurs : 14 877 Diffuseur : BeIN Sports Arbitrage : Stéphane Jochem |

#### Novembre

##### Récapitulatif journées 13 à 15
| Journée 13                             | Olympique lyonnais | 3-0   | AS Saint-Étienne                                                               | Stade de Gerland                                                 |                                                                  |
| Dimanche 8 novembre 2015 21:00 (UTC+1) | Alexandre Lacazette 41e · Alexandre Lacazette 59e · Alexandre Lacazette 90+3e · 33e Rafael Da Silva · 78e Jordan Ferri · 80e Anthony Lopes · 84e Mathieu Valbuena | (1-0) | 1e Vincent Pajot · 6e Fabien Lemoine · 72e Romain Hamouma · 86e Jérémy Clément | Spectateurs : 38 752 Diffuseur : Canal+ Arbitrage : Tony Chapron | Spectateurs : 38 752 Diffuseur : Canal+ Arbitrage : Tony Chapron |
| Dimanche 8 novembre 2015 21:00 (UTC+1) | |       |                                                                                | Spectateurs : 38 752 Diffuseur : Canal+ Arbitrage : Tony Chapron | Spectateurs : 38 752 Diffuseur : Canal+ Arbitrage : Tony Chapron |

| Journée 14                              | OGC Nice                                                                                      | 3-0   | Olympique lyonnais                  | Allianz Riviera                                                        |                                                                        |
| Vendredi 20 novembre 2015 21:00 (UTC+1) | Valère Germain 20e · Mapou Yanga-Mbiwa (csc) 48e · Vincent Koziello 71e · 24e Romain Genevois | (1-0) | 26e Jordan Ferri · 85e Jérémy Morel | Spectateurs : 17 872 Diffuseur : Bein Sport Arbitrage : Benoit Bastien | Spectateurs : 17 872 Diffuseur : Bein Sport Arbitrage : Benoit Bastien |
| Vendredi 20 novembre 2015 21:00 (UTC+1) |                                                                                               |       |                                     | Spectateurs : 17 872 Diffuseur : Bein Sport Arbitrage : Benoit Bastien | Spectateurs : 17 872 Diffuseur : Bein Sport Arbitrage : Benoit Bastien |

| Journée 15                              | Olympique lyonnais                                                                                                 | 2-4   | Montpellier HSC | Stade de Gerland                                                      |                                                                       |
| Vendredi 27 novembre 2015 20:30 (UTC+1) | Alexandre Lacazette 14e · Rachid Ghezzal 84e · 12e Alexandre Lacazette · 41e Rafael Da Silva · 68e Maxime Gonalons | (1-2) | Maxime Gonalons (csc) 8e · Casimir Ninga 11e · Casimir Ninga 48e · Souleymane Camara 80e · 20e Ramy Bensebaini · 45e William Rémy · 48e Bryan Dabo · 57e Vitorino Hilton | Spectateurs : 29 960 Diffuseur : Bein Sport Arbitrage : Benoît Millot | Spectateurs : 29 960 Diffuseur : Bein Sport Arbitrage : Benoît Millot |
| Vendredi 27 novembre 2015 20:30 (UTC+1) | |       | | Spectateurs : 29 960 Diffuseur : Bein Sport Arbitrage : Benoît Millot | Spectateurs : 29 960 Diffuseur : Bein Sport Arbitrage : Benoît Millot |

##### Troisième trêve internationale
Christophe Jallet a été appelé par Didier Deschamps en équipe de France contre l'Allemagne, le 13 novembre au Stade de France et contre l'Angleterre, le 17 novembre à Wembley. Corentin Tolisso & Maxwell Cornet ont été appelés par Pierre Mankowski chez les Espoirs pour les deux matchs éliminatoires de l'Euro 2017 contre l'Irlande du Nord, le 12 novembre à Guingamp et contre la Macédoine, le 15 novembre à Skopje.

#### Décembre

##### Récapitulatif journées 16 à 19
| Journée 16                            | FC Nantes           | 0-0   | Olympique lyonnais                       | Stade de la Beaujoire                                              |                                                                    |
| Mardi 1er décembre 2015 21:00 (UTC+1) | 14e Youssouf Sabaly | (0-0) | 14e Rafael Da Silva · 81e Rachid Ghezzal | Spectateurs : 20 896 Diffuseur : Canal+ Arbitrage : Amaury Delerue | Spectateurs : 20 896 Diffuseur : Canal+ Arbitrage : Amaury Delerue |
| Mardi 1er décembre 2015 21:00 (UTC+1) |                     |       |                                          | Spectateurs : 20 896 Diffuseur : Canal+ Arbitrage : Amaury Delerue | Spectateurs : 20 896 Diffuseur : Canal+ Arbitrage : Amaury Delerue |

| Journée 17                           | Olympique lyonnais                                             | 0-2   | SCO Angers                                               | Stade de Gerland                                                    |                                                                     |
| Samedi 5 décembre 2015 17:00 (UTC+1) | 32e Corentin Tolisso · 73e Mathieu Valbuena · 84e Sergi Darder | (0-1) | Cheikh N'Doye 17e · Cheikh N'Doye 81e · 30e Romain Saïss | Spectateurs : 36 068 Diffuseur : Canal+ Arbitrage : Lionel Jaffredo | Spectateurs : 36 068 Diffuseur : Canal+ Arbitrage : Lionel Jaffredo |
| Samedi 5 décembre 2015 17:00 (UTC+1) |                                                                |       |                                                          | Spectateurs : 36 068 Diffuseur : Canal+ Arbitrage : Lionel Jaffredo | Spectateurs : 36 068 Diffuseur : Canal+ Arbitrage : Lionel Jaffredo |

| Journée 18                              | Paris Saint-Germain | 5-1   | Olympique lyonnais                    | Parc des Princes                                                 |                                                                  |
| Dimanche 13 décembre 2015 21:00 (UTC+1) | Zlatan Ibrahimovic 11e · Serge Aurier 17e · Edinson Cavani 61e · Zlatan Ibrahimovic 77e(pen) · Lucas Moura 90+1e · 25e David Luiz · 58e Thiago Motta | (2-1) | Jordan Ferri 24e · 22e Maxwell Cornet | Spectateurs : 46 650 Diffuseur : Canal+ Arbitrage : Ruddy Buquet | Spectateurs : 46 650 Diffuseur : Canal+ Arbitrage : Ruddy Buquet |
| Dimanche 13 décembre 2015 21:00 (UTC+1) | |       |                                       | Spectateurs : 46 650 Diffuseur : Canal+ Arbitrage : Ruddy Buquet | Spectateurs : 46 650 Diffuseur : Canal+ Arbitrage : Ruddy Buquet |

| Journée 19                              | GFC Ajaccio                                                                                           | 2-1   | Olympique lyonnais                        | Stade Ange-Casanova                                                   |                                                                       |
| Dimanche 20 décembre 2015 17:00 (UTC+1) | Mohamed Larbi 32e · Mohamed Larbi 67e · 21e Kader Mangane · 83e John Tshibumbu · 90+1e Khalid Boutaïb | (1-0) | Clément Grenier 72e · 82e Clément Grenier | Spectateurs : 4 125 Diffuseur : Bein Sport Arbitrage : Amaury Delerue | Spectateurs : 4 125 Diffuseur : Bein Sport Arbitrage : Amaury Delerue |
| Dimanche 20 décembre 2015 17:00 (UTC+1) | |       |                                           | Spectateurs : 4 125 Diffuseur : Bein Sport Arbitrage : Amaury Delerue | Spectateurs : 4 125 Diffuseur : Bein Sport Arbitrage : Amaury Delerue |

#### Janvier

##### Récapitulatif journées 20 à 23
| Journée 20                          | Olympique lyonnais                                                                                          | 4-1   | ESTAC Troyes                          | Parc Olympique lyonnais                                           |                                                                   |
| Samedi 9 janvier 2016 17:00 (UTC+1) | Alexandre Lacazette 18e · Rachid Ghezzal 72e · Jordan Ferri 81e · Claudio Beauvue 90+2e · 61e Samuel Umtiti | (1-0) | Fabien Camus 67e · 22e Benjamin Nivet | Spectateurs : 55 168 Diffuseur : Canal + Arbitrage : Ruddy Buquet | Spectateurs : 55 168 Diffuseur : Canal + Arbitrage : Ruddy Buquet |
| Samedi 9 janvier 2016 17:00 (UTC+1) | |       |                                       | Spectateurs : 55 168 Diffuseur : Canal + Arbitrage : Ruddy Buquet | Spectateurs : 55 168 Diffuseur : Canal + Arbitrage : Ruddy Buquet |

| Journée 21                             | AS Saint-Étienne                                                                           | 1-0   | Olympique lyonnais | Stade Geoffroy-Guichard                                             |                                                                     |
| Dimanche 17 janvier 2016 21:00 (UTC+1) | Alexander Söderlund 76e · 18e Kévin Monnet-Paquet · 48e Fabien Lemoine · 62e Vincent Pajot | (0-0) | 77e Rachid Ghezzal | Spectateurs : 36 503 Diffuseur : Canal + Arbitrage : Clément Turpin | Spectateurs : 36 503 Diffuseur : Canal + Arbitrage : Clément Turpin |
| Dimanche 17 janvier 2016 21:00 (UTC+1) |                                                                                            |       |                    | Spectateurs : 36 503 Diffuseur : Canal + Arbitrage : Clément Turpin | Spectateurs : 36 503 Diffuseur : Canal + Arbitrage : Clément Turpin |

| Journée 22                             | Olympique lyonnais                                              | 1-1   | Olympique de Marseille                                        | Parc Olympique lyonnais                                                |                                                                        |
| Dimanche 24 janvier 2016 21:00 (UTC+1) | Corentin Tolisso 78e · 52e Jérémy Morel · 87e Mapou Yanga-Mbiwa | (0-0) | Rémy Cabella 64e · 53e Michy Batshuayi · 78e Javier Manquillo | Spectateurs : 56 105 Diffuseur : Bein Sport Arbitrage : Antony Gautier | Spectateurs : 56 105 Diffuseur : Bein Sport Arbitrage : Antony Gautier |
| Dimanche 24 janvier 2016 21:00 (UTC+1) |                                                                 |       |                                                               | Spectateurs : 56 105 Diffuseur : Bein Sport Arbitrage : Antony Gautier | Spectateurs : 56 105 Diffuseur : Bein Sport Arbitrage : Antony Gautier |

| Journée 23                           | SC Bastia                                                                            | 1-0   | Olympique lyonnais                       | Stade Armand-Cesari                                                   |                                                                       |
| Samedi 30 janvier 2016 20:00 (UTC+1) | Brandao 69e · 26e François Kamano · 67e Axel Ngando · 75e Brandao · 88e Gilles Cioni | (0-0) | 31e Corentin Tolisso · 89e Samuel Umtiti | Spectateurs : 10 908 Diffuseur : Bein Sport Arbitrage : Benoît Millot | Spectateurs : 10 908 Diffuseur : Bein Sport Arbitrage : Benoît Millot |
| Samedi 30 janvier 2016 20:00 (UTC+1) |                                                                                      |       |                                          | Spectateurs : 10 908 Diffuseur : Bein Sport Arbitrage : Benoît Millot | Spectateurs : 10 908 Diffuseur : Bein Sport Arbitrage : Benoît Millot |

#### Février

##### Récapitulatif journées 24 à 28
| Journée 24                            | Olympique lyonnais                                                                                                 | 3-0   | Girondins de Bordeaux                                                         | Parc Olympique lyonnais                                               |                                                                       |
| Mercredi 3 février 2016 19:00 (UTC+1) | Alexandre Lacazette 41e · Alexandre Lacazette 87e · Aldo Kalulu 90+3e · 40e Alexandre Lacazette · 81e Jordan Ferri | (1-0) | 7e Valentin Vada · 24e Clément Chantome · 76e Enzo Crivelli · 76e Diego Rolan | Spectateurs : 30 143 Diffuseur : Bein Sport Arbitrage : Fredy Fautrel | Spectateurs : 30 143 Diffuseur : Bein Sport Arbitrage : Fredy Fautrel |
| Mercredi 3 février 2016 19:00 (UTC+1) | |       |                                                                               | Spectateurs : 30 143 Diffuseur : Bein Sport Arbitrage : Fredy Fautrel | Spectateurs : 30 143 Diffuseur : Bein Sport Arbitrage : Fredy Fautrel |

| Journée 25                          | Angers SCO                             | 0-3   | Olympique lyonnais                                                                                              | Stade Jean-Bouin                                                    |                                                                     |
| Samedi 6 février 2016 17:00 (UTC+1) | 16e Thomas Mangani · 61e Cheikh N'Doye | (0-1) | Christophe Jallet 13e · Rachid Ghezzal 46e · Corentin Tolisso 81e · 61e Christophe Jallet · 65e Maxime Gonalons | Spectateurs : 15 381 Diffuseur : Canal+ Arbitrage : Frank Schneider | Spectateurs : 15 381 Diffuseur : Canal+ Arbitrage : Frank Schneider |
| Samedi 6 février 2016 17:00 (UTC+1) |                                        |       | | Spectateurs : 15 381 Diffuseur : Canal+ Arbitrage : Frank Schneider | Spectateurs : 15 381 Diffuseur : Canal+ Arbitrage : Frank Schneider |

| Journée 26                             | Olympique lyonnais | 4-1   | SM Caen | Parc Olympique lyonnais                                              |                                                                      |
| Dimanche 14 février 2016 14:00 (UTC+1) | Samuel Umtiti 8e · Alexandre Lacazette 16e · Maxwell Cornet 45e · Corentin Tolisso 83e · 46e Maxwell Cornet · 56e Maxime Gonalons · 72e Jordan Ferri | (3-0) | Andy Delort 58e · 7e Damien Da Silva · 28e Vincent Bessat · 64e Jordan Nkololo · 68e Alaeddine Yahia · 69e Nicolas Seube | Spectateurs : 38 467 Diffuseur : Bein Sport Arbitrage : Ruddy Buquet | Spectateurs : 38 467 Diffuseur : Bein Sport Arbitrage : Ruddy Buquet |
| Dimanche 14 février 2016 14:00 (UTC+1) | |       | | Spectateurs : 38 467 Diffuseur : Bein Sport Arbitrage : Ruddy Buquet | Spectateurs : 38 467 Diffuseur : Bein Sport Arbitrage : Ruddy Buquet |

| Journée 27                             | LOSC Lille | 1-0   | Olympique lyonnais | Stade Pierre Mauroy                                                    |                                                                        |
| Dimanche 21 février 2016 14:00 (UTC+1) | Sofiane Boufal 28e · 29e Rio Mavuba · 43e Adama Soumaoro · 63e Ibrahim Amadou · 66e Eric Bauthéac · 90e Vincent Enyeama | (1-0) | 29e Clément Grenier · 40e Christophe Jallet · 51e Jordan Ferri · 60e Christophe Jallet · 71e Mathieu Valbuena · 75e Mapou Yanga-Mbiwa · 87e Clément Grenier | Spectateurs : 32 956 Diffuseur : Bein Sport Arbitrage : Benoît Bastien | Spectateurs : 32 956 Diffuseur : Bein Sport Arbitrage : Benoît Bastien |
| Dimanche 21 février 2016 14:00 (UTC+1) | |       | | Spectateurs : 32 956 Diffuseur : Bein Sport Arbitrage : Benoît Bastien | Spectateurs : 32 956 Diffuseur : Bein Sport Arbitrage : Benoît Bastien |

| Journée 28                             | Olympique lyonnais                                                                              | 2-1   | Paris Saint-Germain | Parc Olympique lyonnais                                             |                                                                     |
| Dimanche 28 février 2016 21:00 (UTC+1) | Maxwell Cornet 13e · Sergi Darder 45+2e · 43e Mapou Yanga-Mbiwa · 72e Jordan Ferri · 73e Rafael | (2-0) | Lucas Moura 51e · 23e Thiago Motta · 58e Gregory van der Wiel · 63e Edinson Cavani · 74e Adrien Rabiot · 89e Lucas Moura | Spectateurs : 56 662 Diffuseur : Canal+ Arbitrage : Lionel Jaffredo | Spectateurs : 56 662 Diffuseur : Canal+ Arbitrage : Lionel Jaffredo |
| Dimanche 28 février 2016 21:00 (UTC+1) |                                                                                                 |       | | Spectateurs : 56 662 Diffuseur : Canal+ Arbitrage : Lionel Jaffredo | Spectateurs : 56 662 Diffuseur : Canal+ Arbitrage : Lionel Jaffredo |

#### Mars

##### Récapitulatif journées 29 à 31
| Journée 29                         | Olympique lyonnais | 5-1   | En Avant Guingamp                                                                       | Parc Olympique lyonnais                                           |                                                                   |
| Dimanche 6 mars 2016 21:00 (UTC+1) | Rachid Ghezzal 3e · Alexandre Lacazette 17e · Maxwell Cornet 35e · Alexandre Lacazette 61e · Reynald Lemaitre 86e(csc) · 13e Alexandre Lacazette · 82e Clément Grenier | (3-1) | Mevlut Erding 11e · 13e Lionel Mathis · 14e Brou Benjamin Angoua · 60e Moustapha Diallo | Spectateurs : 33 133 Diffuseur : Canal+ Arbitrage : Fredy Fautrel | Spectateurs : 33 133 Diffuseur : Canal+ Arbitrage : Fredy Fautrel |
| Dimanche 6 mars 2016 21:00 (UTC+1) | |       |                                                                                         | Spectateurs : 33 133 Diffuseur : Canal+ Arbitrage : Fredy Fautrel | Spectateurs : 33 133 Diffuseur : Canal+ Arbitrage : Fredy Fautrel |

| Journée 30                          | Stade rennais FC | 2-2   | Olympique lyonnais | Roazhon Park                                                        |                                                                     |
| Dimanche 13 mars 2016 21:00 (UTC+1) | Fallou Diagne 70e · Rafael 82e(csc) · 12e Pedro Mendes · 20e Pedro Henrique · 50e Gelson Fernandes · 53e Ousmane Dembélé · 65e Fallou Diagne | (0-1) | Rachid Ghezzal 33e · Alexandre Lacazette 55e · 19e Rafael · 32e Maxime Gonalons · 53e Bakary Koné · 71e Rachid Ghezzal | Spectateurs : 25 830 Diffuseur : Canal+ Arbitrage : Frank Schneider | Spectateurs : 25 830 Diffuseur : Canal+ Arbitrage : Frank Schneider |
| Dimanche 13 mars 2016 21:00 (UTC+1) | |       | | Spectateurs : 25 830 Diffuseur : Canal+ Arbitrage : Frank Schneider | Spectateurs : 25 830 Diffuseur : Canal+ Arbitrage : Frank Schneider |

| Journée 31                        | Olympique lyonnais                                         | 2-0   | FC Nantes                             | Parc Olympique lyonnais                                               |                                                                       |
| Samedi 19 mars 2016 21:00 (UTC+1) | Gaëtan Perrin 83e · Alexandre Lacazette 90+4e · 67e Rafael | (0-0) | 42e Alejandro Bedoya · 64e Lorik Cana | Spectateurs : 47 505 Diffuseur : Bein Sport Arbitrage : Benoît Millot | Spectateurs : 47 505 Diffuseur : Bein Sport Arbitrage : Benoît Millot |
| Samedi 19 mars 2016 21:00 (UTC+1) |                                                            |       |                                       | Spectateurs : 47 505 Diffuseur : Bein Sport Arbitrage : Benoît Millot | Spectateurs : 47 505 Diffuseur : Bein Sport Arbitrage : Benoît Millot |

#### Avril

##### Récapitulatif journées 32 à 36
| Journée 32                          | FC Lorient       | 1-3   | Olympique lyonnais                                                     | Stade du Moustoir                                                  |                                                                    |
| Dimanche 3 avril 2016 21:00 (UTC+1) | Majeed Waris 35e | (1-1) | Alexandre Lacazette 44e · Rachid Ghezzal 81e · Alexandre Lacazette 84e | Spectateurs : 15 132 Diffuseur : Canal+ Arbitrage : Freddy Fautrel | Spectateurs : 15 132 Diffuseur : Canal+ Arbitrage : Freddy Fautrel |
| Dimanche 3 avril 2016 21:00 (UTC+1) |                  |       |                                                                        | Spectateurs : 15 132 Diffuseur : Canal+ Arbitrage : Freddy Fautrel | Spectateurs : 15 132 Diffuseur : Canal+ Arbitrage : Freddy Fautrel |

| Journée 33                          | Montpellier HSC | 0-2   | Olympique lyonnais                                                              | Stade de la Mosson                                                  |                                                                     |
| Vendredi 8 avril 2016 20:30 (UTC+1) | 38e Jamel Saihi | (0-2) | Maxwell Cornet 34e · Maxwell Cornet 40e · 66e Maxwell Cornet · 68e Jordan Ferri | Spectateurs : 15 066 Diffuseur : Canal + Arbitrage : Antony Gautier | Spectateurs : 15 066 Diffuseur : Canal + Arbitrage : Antony Gautier |
| Vendredi 8 avril 2016 20:30 (UTC+1) |                 |       |                                                                                 | Spectateurs : 15 066 Diffuseur : Canal + Arbitrage : Antony Gautier | Spectateurs : 15 066 Diffuseur : Canal + Arbitrage : Antony Gautier |

| Journée 34                           | Olympique lyonnais                                                                              | 1-1   | OGC Nice                                                  | Parc Olympique lyonnais                                              |                                                                      |
| Vendredi 15 avril 2016 20:30 (UTC+1) | Alexandre Lacazette 82e · 25e Maxwell Cornet · 45+5e Alexandre Lacazette · 90+3e Rachid Ghezzal | (0-1) | Valère Germain 18e · 81e Maxime Le Marchand · 88e Ricardo | Spectateurs : 55 744 Diffuseur : Canal + Arbitrage : Lionel Jaffredo | Spectateurs : 55 744 Diffuseur : Canal + Arbitrage : Lionel Jaffredo |
| Vendredi 15 avril 2016 20:30 (UTC+1) |                                                                                                 |       |                                                           | Spectateurs : 55 744 Diffuseur : Canal + Arbitrage : Lionel Jaffredo | Spectateurs : 55 744 Diffuseur : Canal + Arbitrage : Lionel Jaffredo |

| Journée 35                         | Toulouse FC                                                                             | 2-3   | Olympique lyonnais | Stadium de Toulouse                                                 |                                                                     |
| Samedi 23 avril 2016 17:30 (UTC+1) | Marcel Tisserand 49e · Wissam Ben Yedder 82e · 34e Adrien Regattin · 83e Pantxi Sirieix | (0-0) | Clément Grenier 73e · Alexandre Lacazette 80e · Corentin Tolisso 85e · 13e Mathieu Valbuena · 83e Anthony Lopes · 90+4e Corentin Tolisso | Spectateurs : 24 316 Diffuseur : Canal + Arbitrage : Clément Turpin | Spectateurs : 24 316 Diffuseur : Canal + Arbitrage : Clément Turpin |
| Samedi 23 avril 2016 17:30 (UTC+1) |                                                                                         |       | | Spectateurs : 24 316 Diffuseur : Canal + Arbitrage : Clément Turpin | Spectateurs : 24 316 Diffuseur : Canal + Arbitrage : Clément Turpin |

| Journée 36                         | Olympique lyonnais                                   | 2-1   | GFC Ajaccio                                                  | Parc Olympique lyonnais                                                |                                                                        |
| Samedi 30 avril 2016 21:00 (UTC+1) | Rachid Ghezzal 11e · Maxwell Cornet 40e · 87e Rafael | (2-0) | Grégory Pujol 49e · 14e John Tshibumbu · 74e Damjan Djokovic | Spectateurs : 50 546 Diffuseur : Canal + Arbitrage : Nicolas Rainville | Spectateurs : 50 546 Diffuseur : Canal + Arbitrage : Nicolas Rainville |
| Samedi 30 avril 2016 21:00 (UTC+1) |                                                      |       |                                                              | Spectateurs : 50 546 Diffuseur : Canal + Arbitrage : Nicolas Rainville | Spectateurs : 50 546 Diffuseur : Canal + Arbitrage : Nicolas Rainville |

#### Mai

##### Récapitulatif journées 37 à 38
| Journée 37                      | Olympique lyonnais | 6-1   | AS Monaco | Parc Olympique lyonnais                                          |                                                                  |
| Samedi 7 mai 2016 21:00 (UTC+1) | Rachid Ghezzal 3e · Alexandre Lacazette 8e · Mapou Yanga-Mbiwa 34e · Alexandre Lacazette 35e · Mapou Yanga-Mbiwa 59e · Alexandre Lacazette 81e · 63e Maxime Gonalons | (4-1) | Ricardo Carvalho 41e · 21e Lacina Traoré · 23e Lacina Traoré · 65e Jérémy Toulalan · 70e Jemerson · 75e Ricardo Carvalho | Spectateurs : 56 696 Diffuseur : Canal+ Arbitrage : Ruddy Buquet | Spectateurs : 56 696 Diffuseur : Canal+ Arbitrage : Ruddy Buquet |
| Samedi 7 mai 2016 21:00 (UTC+1) | |       | | Spectateurs : 56 696 Diffuseur : Canal+ Arbitrage : Ruddy Buquet | Spectateurs : 56 696 Diffuseur : Canal+ Arbitrage : Ruddy Buquet |

| Journée 38                       | Stade de Reims | 4-1   | Olympique lyonnais                                          | Stade Auguste-Delaune                                              |                                                                    |
| Samedi 14 mai 2016 21:00 (UTC+1) | Aissa Mandi 14e · Diego Rigonato Rodrigues 34e · Atila Turan 51e · Grejohn Kyei 56 (pén) · 27e Grejohn Kyei · 41e Aissa Mandi · 42e Mohamed Fofana · 53e Jaba Kankava · 85e Atila Turan | (2-0) | Maxwel Cornet 63e · 25e Maxime Gonalons · 55e Samuel Umtiti | Spectateurs : 17 432 Diffuseur : Canal+ Arbitrage : Amaury Delerue | Spectateurs : 17 432 Diffuseur : Canal+ Arbitrage : Amaury Delerue |
| Samedi 14 mai 2016 21:00 (UTC+1) | |       |                                                             | Spectateurs : 17 432 Diffuseur : Canal+ Arbitrage : Amaury Delerue | Spectateurs : 17 432 Diffuseur : Canal+ Arbitrage : Amaury Delerue |

### Ligue des champions
La Ligue des champions 2015-2016 est la 13e édition que joue l'Olympique lyonnais. Lors des douze exercices précédents, le club a échoué à franchir la phase de groupe à deux reprises, en 2001-2002 et en 2002-2003. La dernière année où l'équipe a joué une phase de poule, c'est en 2011-2012.
Le tirage au sort du 28 août a fourni à l'OL un groupe jugé abordable autant par les commentateurs que par la direction du club ou par les joueurs. Il est composé du Zénith Saint-Pétersbourg, champion de Russie 2015, du 4e de la dernière Liga, Valence CF, et du champion de Belgique 2015 qui va disputer leur première Ligue des champions, La Gantoise.
Toutefois, si les commentateurs sont optimistes, ils insistent sur le fait que Valence a un niveau technique général très élevé et que le Zénith dispose d'un potentiel offensif redoutable, avec notamment Hulk qui a retrouvé sa place en équipe nationale du Brésil.
La phase de groupe commencera le 16 septembre 2015 contre La Gantoise et fini le 9 décembre 2015 contre Valence CF, sans oublier la double confrontation contre le Zénith Saint-Pétersbourg le 20 octobre 2015 et le 4 novembre 2015.

#### Parcours en Ligue des champions
| Rang | Équipe                   | Pts | J | G | N | P | Bp | Bc | Diff |  | Résultats (▼ dom., ► ext.) |     |     |     |     |
| ---- | ------------------------ | --- | - | - | - | - | -- | -- | ---- |  | -------------------------- | --- | --- | --- | --- |
| 1    | Zénith Saint-Pétersbourg | 15  | 6 | 5 | 0 | 1 | 13 | 6  | +7   |  | Zénith Saint-Pétersbourg   |     | 2-0 | 2-1 | 3-1 |
| 3    | KAA La Gantoise          | 10  | 6 | 3 | 1 | 2 | 8  | 7  | +1   |  | KAA La Gantoise            | 2-1 | 1-0 |     | 1-1 |
| 2    | Valence CF               | 6   | 6 | 2 | 0 | 4 | 5  | 9  | -4   |  | Valence CF                 | 2-3 |     | 2-1 | 0-2 |
| 4    | Olympique lyonnais       | 4   | 6 | 1 | 1 | 4 | 5  | 9  | -4   |  | Olympique lyonnais         | 0-2 | 0-1 | 1-2 |     |

| 1re journée                              | KAA La Gantoise                          | 1 - 1   | Olympique lyonnais                        | Ghelamco Arena, Gand                            |                                                 |
| Mercredi 16 septembre 2015 20:45 (UTC+1) | Milićević 68e                            | (0 - 0) | 58e Jallet                                | Spectateurs : 19 601 Arbitrage : William Collum | Spectateurs : 19 601 Arbitrage : William Collum |
| Mercredi 16 septembre 2015 20:45 (UTC+1) | Dejaegere 41e · Depoitre 71e · Foket 87e | Rapport | 11e Ferri · 71e Umtiti · 90+1e Malbranque | Spectateurs : 19 601 Arbitrage : William Collum | Spectateurs : 19 601 Arbitrage : William Collum |

| 2e journée                            | Olympique lyonnais                      | 0 - 1   | Valence CF                                  | Stade de Gerland, Lyon                         |                                                |
| Mardi 29 septembre 2015 20:45 (UTC+1) |                                         | (0 - 1) | 42e Feghouli                                | Spectateurs : 33 534 Arbitrage : Milorad Mažić | Spectateurs : 33 534 Arbitrage : Milorad Mažić |
| Mardi 29 septembre 2015 20:45 (UTC+1) | Gonalons 61e · Kalulu 67e · Ferri 90+2e | Rapport | 52e Javi Fuego · 63e Pérez · 90+1e Domenech | Spectateurs : 33 534 Arbitrage : Milorad Mažić | Spectateurs : 33 534 Arbitrage : Milorad Mažić |

| 3e journée                          | Zénith Saint-Pétersbourg         | 3 - 1   | Olympique lyonnais                                         | Stade Petrovski, Saint-Pétersbourg               |                                                  |
| Mardi 20 octobre 2015 21:45 (UTC+2) | Dzyuba 3e · Hulk 56e · Danny 82e | (1 - 0) | 49e Lacazette                                              | Spectateurs : 17 517 Arbitrage : Martin Atkinson | Spectateurs : 17 517 Arbitrage : Martin Atkinson |
| Mardi 20 octobre 2015 21:45 (UTC+2) | Hulk 6e · Javi García 52e        | Rapport | 39e Gonalons · 46e Rafael · 52e Umtiti · 90+2e Yanga-Mbiwa | Spectateurs : 17 517 Arbitrage : Martin Atkinson | Spectateurs : 17 517 Arbitrage : Martin Atkinson |

| 4e journée                             | Olympique lyonnais          | 0 - 2   | Zénith Saint-Pétersbourg                                                                           | Stade de Gerland, Lyon                                          |                                                                 |
| Mercredi 4 novembre 2015 20:45 (UTC+1) |                             | (0 - 1) | 25e Dzyuba · 57e Dzyuba                                                                            | Spectateurs : 30 173 Diffuseur : Canal+ Arbitrage : Felix Brych | Spectateurs : 30 173 Diffuseur : Canal+ Arbitrage : Felix Brych |
| Mercredi 4 novembre 2015 20:45 (UTC+1) | Gonalons 32e · Gonalons 72e | Rapport | 20e Witsel · 46e Criscito · 54e Javi García · 56e Anioukov · 74e Danny · 88e Anioukov · 90e Shatov | Spectateurs : 30 173 Diffuseur : Canal+ Arbitrage : Felix Brych | Spectateurs : 30 173 Diffuseur : Canal+ Arbitrage : Felix Brych |

| 5e journée                           | Olympique lyonnais     | 1 - 2   | KAA La Gantoise                                                         | Stade de Gerland, Lyon                          |                                                 |
| Mardi 24 novembre 2015 20:45 (UTC+1) | Ferri 7e               | (1 - 1) | 68e Milićević · 90+5e Coulibaly                                         | Spectateurs : 30 205 Arbitrage : Sergei Karasev | Spectateurs : 30 205 Arbitrage : Sergei Karasev |
| Mardi 24 novembre 2015 20:45 (UTC+1) | Bedimo 38e · Ferri 48e | Rapport | 16e Nielsen · 25e Neto · 58e Foket · 75e Kums · 87e Asare · 90+3e Raman | Spectateurs : 30 205 Arbitrage : Sergei Karasev | Spectateurs : 30 205 Arbitrage : Sergei Karasev |

| 6e journée                             | Valence CF                             | 0 - 2   | Olympique lyonnais         | Stade de Mestalla, Valence                 |                                            |
| Mercredi 9 décembre 2015 20:45 (UTC+1) |                                        | (0 - 1) | 37e Cornet · 37e Lacazette | Spectateurs : 32 494 Arbitrage : Matej Jug | Spectateurs : 32 494 Arbitrage : Matej Jug |
| Mercredi 9 décembre 2015 20:45 (UTC+1) | Abdennour 24e · Mustafi 38e · Mina 44e | Rapport | 68e Tolisso                | Spectateurs : 32 494 Arbitrage : Matej Jug | Spectateurs : 32 494 Arbitrage : Matej Jug |

##### Phase de poule

###### La Gantoise - OL
Le premier match des poules arrive alors que l'OL est sixième en championnat, et vient de délivrer un match encourageant mais frustrant contre Lille 0 à 0.
La Gantoise, quant à elle, est invaincue dans son championnat après sept matchs, mais n'est que sixième avec cinq matchs nuls et surtout seulement sept buts inscrits dont trois sur penalties. Les quatre autres sont l'œuvre de Laurent Depoitre.
Organisée habituellement en 3-4-3, l'équipe repasse quelquefois en défense à 4. Elle est décrite comme joueuse, aimant les ballons au sol et passant par les couloirs. Pour ce match, elle est privée de deux joueurs importants : Erik Johansson (en) et le patron de la défense Rami Gershon.

### Coupe de France
| 32e finale                            | Limoges FC              | 0-7   | Olympique Lyonnais | Stade Michel-Amand, Buxerolles |                     |
| Dimanche 3 janvier 2016 14:15 (UTC+1) | 6e Machado · 53e Caloin | (0-2) | Maxwell Cornet 3e · Maxwell Cornet 37e · Claudio Beauvue 49e · Rachid Ghezzal 56e · Rachid Ghezzal 61e · Sergi Darder 71e · Corentin Tolisso 76e | Spectateurs : 9 671            | Spectateurs : 9 671 |

| 16e finale                     | FC Chambly | 0-2     | Olympique lyonnais                        | Stade Pierre-Brisson, Beauvais |                     |
| Mercredi 20 janvier 2016 18h30 |            | (0 - 2) | Maxwell Cornet 20e · Mathieu Valbuena 22e | Spectateurs : 8 500            | Spectateurs : 8 500 |

| 8e finale                      | Paris Saint-Germain                            | 3-0     | Olympique lyonnais | Parc des Princes, Paris |                      |
| Mercredi 10 février 2016 21h05 | Zlatan Ibrahimović 62e 68e · Adrien Rabiot 74e | (0 - 0) |                    | Spectateurs : 42 000    | Spectateurs : 42 000 |

### Coupe de la Ligue
| 8e finale                       | Olympique lyonnais (L1)        | 2 - 1   | Tours FC (L2)       | Stade de Gerland, Lyon                             |                                                    |
| Mercredi 16 décembre 2015 20h00 | Claudio Beauvue 38e (pen.) 85e | (1 - 0) | Birahima Tandia 73e | Spectateurs : 15 835 Arbitrage : Sébastien Moreira | Spectateurs : 15 835 Arbitrage : Sébastien Moreira |

| 4e finale                      | Paris Saint-Germain    | 2 - 1   | Olympique lyonnais | Parc des Princes, Paris                                              |                                                                      |
| Mercredi 13 janvier 2016 21h00 | Rabiot 17e · Lucas 73e | (1 - 1) | Tolisso 42e        | Spectateurs : 47 267 Diffuseur : France 3 Arbitrage : Benoît Bastien | Spectateurs : 47 267 Diffuseur : France 3 Arbitrage : Benoît Bastien |
| Mercredi 13 janvier 2016 21h00 | Rapport LFP            |         |                    | Spectateurs : 47 267 Diffuseur : France 3 Arbitrage : Benoît Bastien | Spectateurs : 47 267 Diffuseur : France 3 Arbitrage : Benoît Bastien |

## Affluences
Affluence de l'Olympique lyonnais à domicile